# Исламский вклад в Европейскую цивилизацию

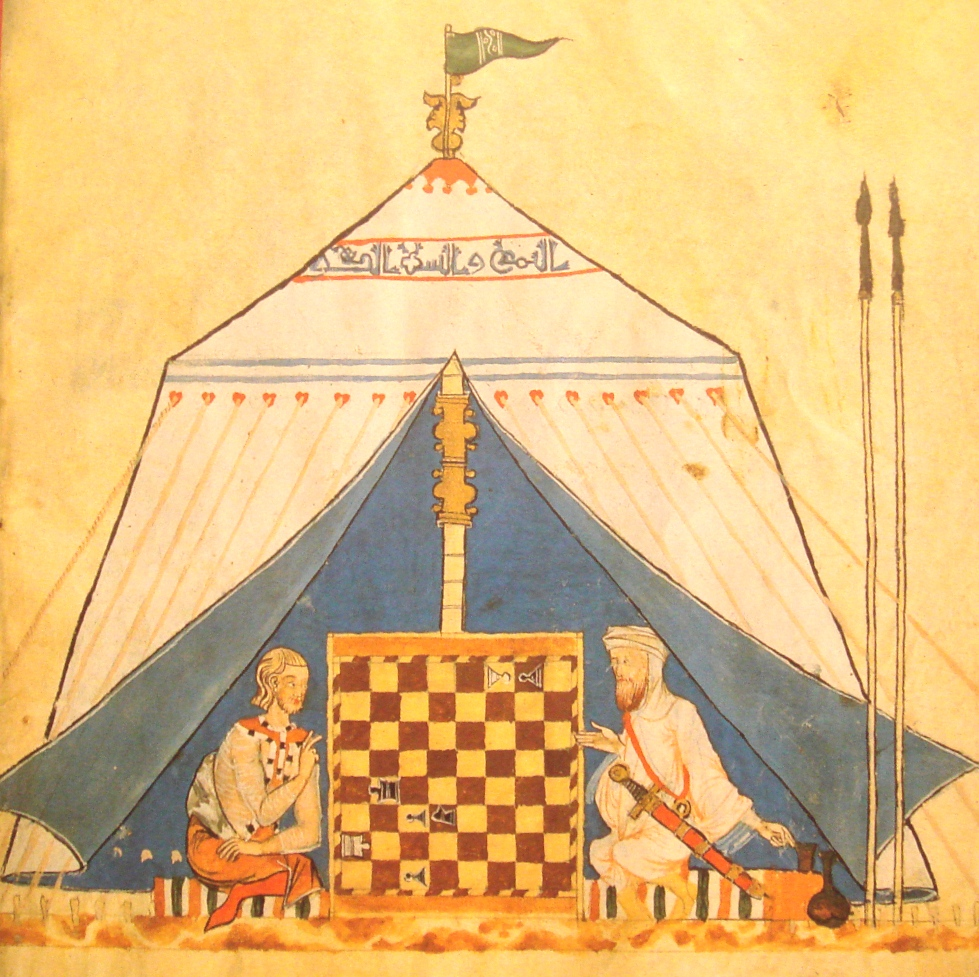
Христианин и мусульманин играют в шахматы, иллюстрация из «Книги игр» Альфонсо X (ок. 1285 г.).

В эпоху средневековья мусульманский мир находился на пике своего научного и культурного развития, передавая информацию и идеи в Европу через Аль-Андалус и Сицилийский эмират. К ним относятся латинские переводы 12 века арабских научных книг по астрономии, математике, естествознанию и медицине.
Мусульманский мир оказал сильное влияние на Европу в различных областях, такие как искусство, сельское хозяйство, алхимия, музыка, гончарное дело и т. д.
Перевод арабских философских текстов на латынь «привёл к трансформации почти всех философских дисциплин в средневековом латинском мире». Особенно сильное влияние мусульманских философов ощущалось в натурфилософии, психологии и метафизике. Другие вклады включали технологические и научные инновации, принесенные по Шелковому пути, в том числе китайские изобретения, такие как бумага, компас и порох.
Мусульманская цивилизация оказала влияние на другие аспекты средневековой европейской культуры, отчасти посредством оригинальных инноваций, появившихся в Золотую эпоху ислама.
Многие арабские заимствования в западноевропейских языках, включая английский, в основном через старофранцузский, происходят в это время. Сюда входят традиционные названия звёзд, такие как Альдебаран, научные термины, такие как алхимия (отсюда и химия ), алгебра, алгоритм и т. д., а также названия товаров, такие как сахар, камфара, хлопок, кофе и т. д.

## Пути передачи

Tabula Rogeriana, составленная Аль-Идриси для Рожера II Сицилийского в 1154 году, была одной из самых совершенных карт мира своего времени.

В Средние века Европа и исламские страны имели множество точек соприкосновения. Главные пункты передачи исламских знаний в Европу находились на Сицилии и в Испании, в частности в Толедо (с Герардом Кремонским, 1114–1187, после завоевания города испанцами в 1085 году). На Сицилии после  исламского периода острова в 965 году и его завоевания норманнами в 1091 году развилась синкретическая норманно-арабо-византийская культура, примером которой стали такие правители, как король Рожер II, при дворе которого находились мусульманские поэты и ученые. Марокканец Мухаммед аль-Идриси написал для Роджера «Книгу приятных путешествий в дальние страны» или Tabula Rogeriana, один из величайших географических трактатов Средневековья.
В Леванте, в таких городах, как Антиохия, арабская и латинская культуры интенсивно смешивались.
В XI и XII веках многие Европейские ученые отправлялись в мусульманские земли, чтобы изучать науки. Известными примерами являются Леонардо Фибоначчи (ок. 1170–ок. 1250), Аделард Батский (ок. 1080–ок. 1152) и Константин Африканский (1017–1087). С XI по XIV века многочисленные европейские студенты посещали мусульманские центры высшего образования (которые автор называет «университетами»), чтобы изучать медицину, философию, математику, космографию и другие предметы.

## Аристотелизм и другие философии

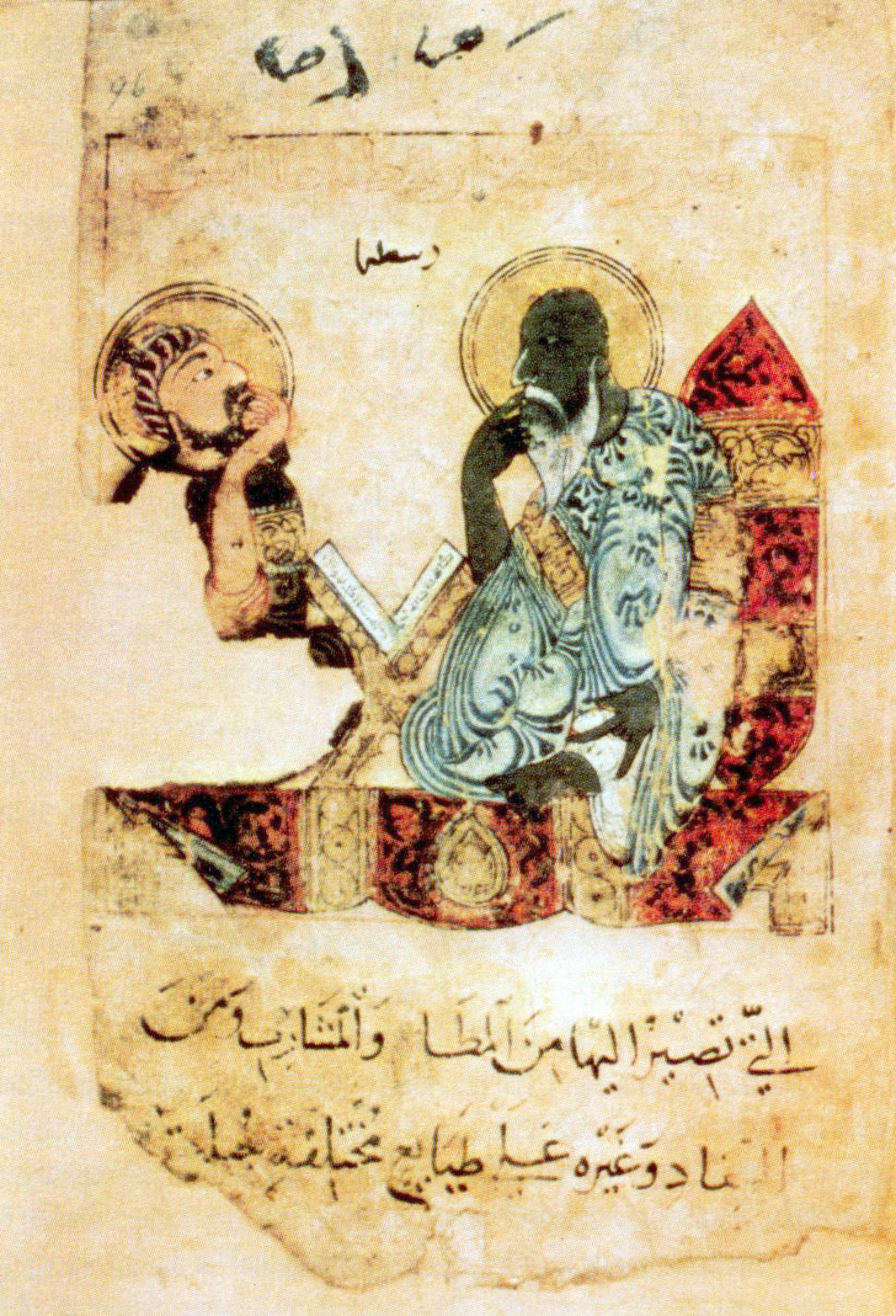
Средневековое арабское изображение Аристотеля, обучающего ученика.

На Ближнем Востоке многие классические греческие тексты, особенно труды Аристотеля, были переведены на сирийский язык в VI и VII веках монахами-несторианцами, мелькитами или яковитами, жившими в Палестине, или греческими изгнанниками из Афин или Эдессы, посещавшими исламские центры высшего образования. Исламский мир затем хранил, переводил и развивал многие из этих текстов, особенно в таких центрах обучения, как Багдад, где еще в 832 году существовал « Дом Мудрости » с тысячами рукописей. Эти тексты, в свою очередь, были переведены на латынь такими учеными, как Майкл Скот (который сделал переводы Historia Animalium и On the Soul, а также комментариев Аверроэса)  в Средние века. Восточные христиане сыграли важную роль в использовании этих знаний, особенно через христианскую Аристотелевскую школу Багдада в XI и XII веках.
Более поздние латинские переводы этих текстов появились в нескольких местах. Толедо, Испания (с « Альмагестом » Герарда Кремонского ) и Сицилия стали основными пунктами передачи знаний из исламского мира в Европу.  Бургундио Пизанский (умер в 1193 году) обнаружил в Антиохии утерянные тексты Аристотеля и перевёл их на латынь.
Из исламской Испании арабская философская литература была переведена на иврит, латынь и ладино . Еврейский философ Моисей Маймонид, мусульманский социолог и историк Ибн Халдун, гражданин Карфагена Константин Африканский, который переводил греческие медицинские тексты, и сборник математических методов Аль-Хорезми были важными фигурами Золотого века.

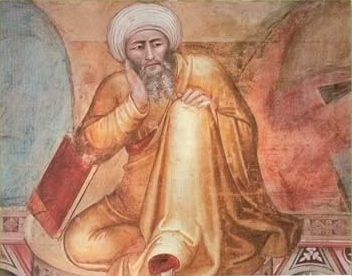
Аверроэс оказал влияние на развитие светской мысли в Западной Европе.

Авиценнизм и аверроизм — термины, обозначающие возрождение перипатетической школы в средневековой Европе под влиянием Авиценны и Аверроэса соответственно. Авиценна был важным комментатором трудов Аристотеля, модифицируя их собственными оригинальными идеями в некоторых областях, особенно в логике. Главное значение латинского авиценнизма заключается в интерпретации авиценновских доктрин, таких как природа души и различие ее существования и сущности, а также в спорах и осуждении, которые они вызвали в схоластической Европе . Это особенно проявилось в Париже, где так называемая арабская культура была запрещена в 1210 году, хотя влияние его психологии и теории познания на Вильгельма Овернского и Альберта Великого было отмечено.
Влияние авиценнизма позднее было подавлено гораздо более влиятельным аверроизмом, аристотелизмом Аверроэса, одного из самых влиятельных мусульманских философов на Западе. Аверроэс не соглашался с интерпретациями Аристотеля Авиценной в таких областях, как единство интеллекта, и именно его интерпретация Аристотеля имела наибольшее влияние в средневековой Европе. Данте Алигьери в трактате «О монархии» рассуждает в русле аверроизма о светской теории государства. Аверроэс также разработал концепцию « существование предшествует сущности ».

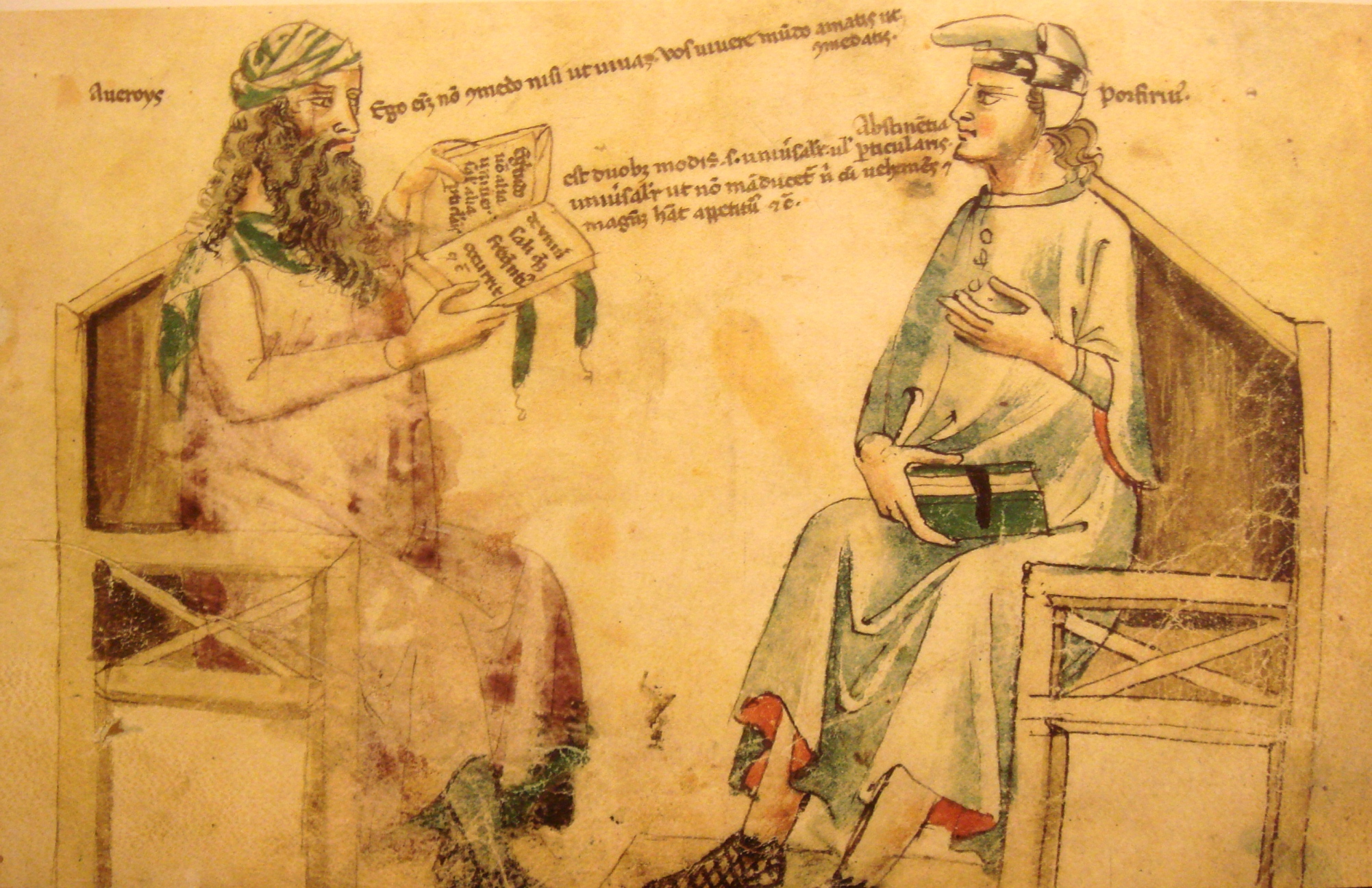
Воображаемый спор между Аверроэсом и Порфирием. Монфредо де Монте Империали Liber de Herbis, 14 век.

Аль-Газали также оказал важное влияние на средневековую христианскую философию наряду с еврейскими мыслителями, такими как Маймонид.
Джордж Макдиси (1989) предположил, что два конкретных аспекта гуманизма эпохи Возрождения уходят корнями в средневековый исламский мир: «искусство диктовки, называемое на латыни ars dictaminis », и «гуманистическое отношение к классическому языку ». Он отмечает, что диктовка была необходимой частью арабской учености (где гласные звуки должны были добавляться правильно на основе произнесенного слова), и утверждает, что средневековое итальянское использование термина «ars dictaminis» наиболее понятно в этом контексте. Он также считает, что предпочтение, отдаваемое средневековыми гуманистами классической латыни по сравнению со средневековой латынью, имеет наибольший смысл в контексте реакции на арабскую науку, с ее изучением классического арабского языка Корана вместо средневекового арабского языка.

## Науки
В течение исламского Золотого века были достигнуты определенные успехи в научных областях, особенно в математике и астрономии ( алгебра, сферическая тригонометрия ), а также в химии и т. д., которые позднее были переданы и на Запад.
Около 1127 года Стефан Пизанский перевёл на латынь арабское руководство по теории медицины. Метод алгоритма для выполнения арифметических действий с использованием индо-арабской системы счисления был разработан персом аль-Хорезми в IX веке и представлен в Европе Леонардо Фибоначчи (1170–1250). Перевод «Алгебры» аль-Харезми, выполненный Робертом Честером, известен еще с 1145 года. Ибн аль-Хайсам (Альхазен, 980–1037) составил трактаты по оптическим наукам, которые использовались в качестве справочных материалов Ньютоном и Декартом . Медицинские науки также были высоко развиты в исламе, о чем свидетельствуют крестоносцы, которые во многих случаях прибегали к услугам арабских врачей. Жуанвиль сообщает, что в 1250 году его спас « сарацинский » врач.

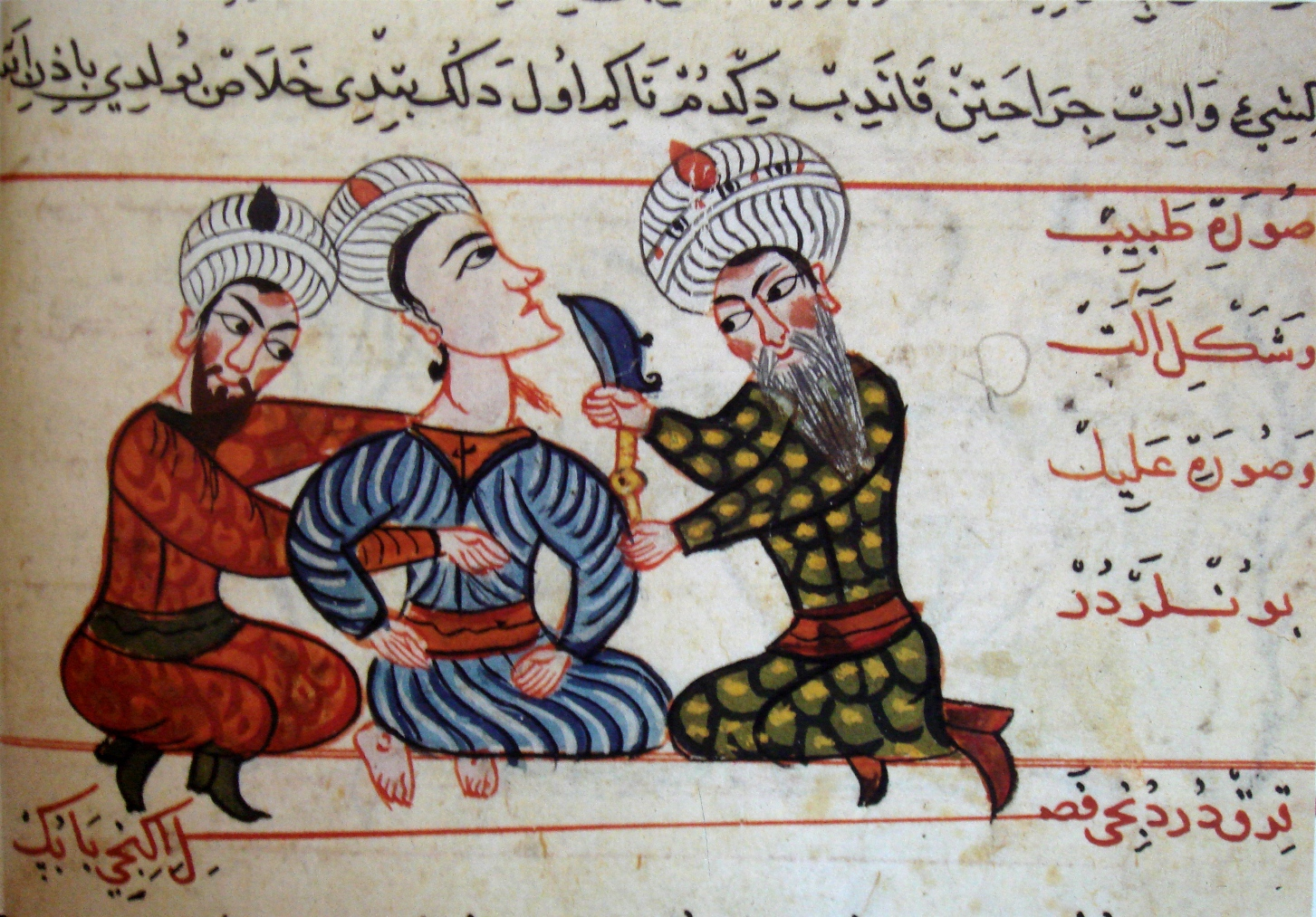
Хирургическая операция, турецкая рукопись XV века.

Развитию европейской науки способствовали масштабные поиски новых знаний европейскими учеными, такими как Герард Кремонский. Эти ученые интересовались древнегреческими философскими и научными текстами (в частности, «Альмагестом »), которые не были доступны на латыни в Западной Европе, но сохранились и были переведены на арабский язык в мусульманском мире. Говорят, что Жерар отправился в Толедо в Испании и выучил арабский язык именно из-за своей «любви к Альмагесту ». Находясь там, он воспользовался «изобилием книг на арабском языке по всем предметам». Исламская Испания и Сицилия были особенно продуктивными регионами из-за близости многоязычных ученых. Эти ученые перевели множество научных и философских текстов с арабского на латынь. Джерард лично перевел 87 книг с арабского на латынь, включая « Альмагест», а также «Об алгебре» и «Альмукабале» Мухаммада ибн Мусы аль-Хорезми, «Элементы астрономии» Джабира ибн Афлаха, « Об оптике » аль-Кинди, « Об элементах астрономии о небесных движениях» Ахмада ибн Мухаммада ибн Касира аль-Фаргани, « О классификации наук» аль-Фараби, химические и медицинские труды Разеса, труды Сабита ибн Курры и Хунайна ибн Исхака, и труды Арзахеля, Джабира ибн Афлаха, Бану Муса, Абу Камиль Шуджа ибн Аслам, Абу аль-Касим аз-Захрави (Абулкасис) и Ибн аль-Хайсам (включая «Книгу оптики» ).

### Алхимия

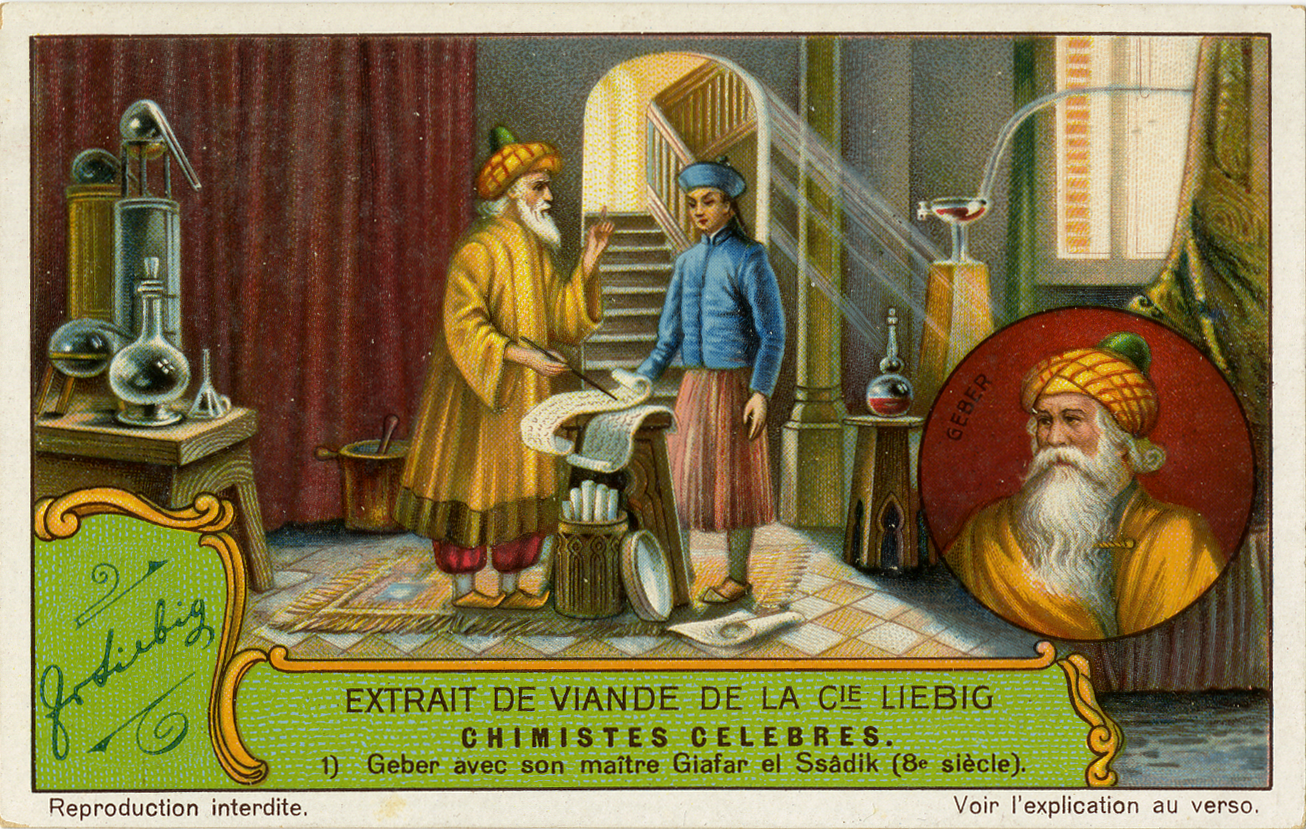
Джабир ибн Хайян, изображенный на торговой карточке компании Liebig's Extract of Meat Company «Chimistes Celebres», 1929 год.

Западная алхимия напрямую зависела от арабских источников. Латинские переводы арабских алхимических трудов, например, приписываемых Халиду ибн Язиду (лат. Calid), Джабиру ибн Хайяну (лат. Geber), Абу Бакру ар-Рази (лат. Rhazes) и Ибн Умайлю (лат. Senior Zadith), были стандартными текстами для европейских алхимиков. Некоторые важные тексты, переведенные с арабского, включают Liber de compositione alchemiae («Книгу о составе алхимии»), приписываемую Халиду ибн Язиду и перевёденную Робертом Честерским в 1144 году, Liber de septuaginta («Книгу семидесяти»), приписываемую Джабиру ибн Хайяну и перевёденную Герардом Кремонским (до 1187 года), Liber secretorum Bubacaris Абу Бакра ар-Рази.</link> , и Tabula chemica Ибн Умайля</link> .
Многие тексты были также переведены из анонимных арабских источников, а затем ложно приписаны разным авторам, как, например De aluminibus et salibus(«О квасцах и солях»), текст XI или XII века, приписываемый в некоторых рукописях Гермесу Трисмегисту или Абу Бакру ар-Рази. Другие тексты были написаны непосредственно на латыни, но все равно приписывались арабским авторам, например, влиятельная Summa perfectionis («Сумма совершенства») и другие произведения XIII-XIV веков, написанные псевдо-Гебером. Хотя это были оригинальные и часто новаторские тексты, их анонимные авторы, вероятно, знали арабский язык и были хорошо знакомы с арабскими источниками.
Несколько технических арабских слов из арабских алхимических трудов, таких как щёлочь, проникли в европейские языки и стали частью научного словаря.

### Астрономия, математика и физика

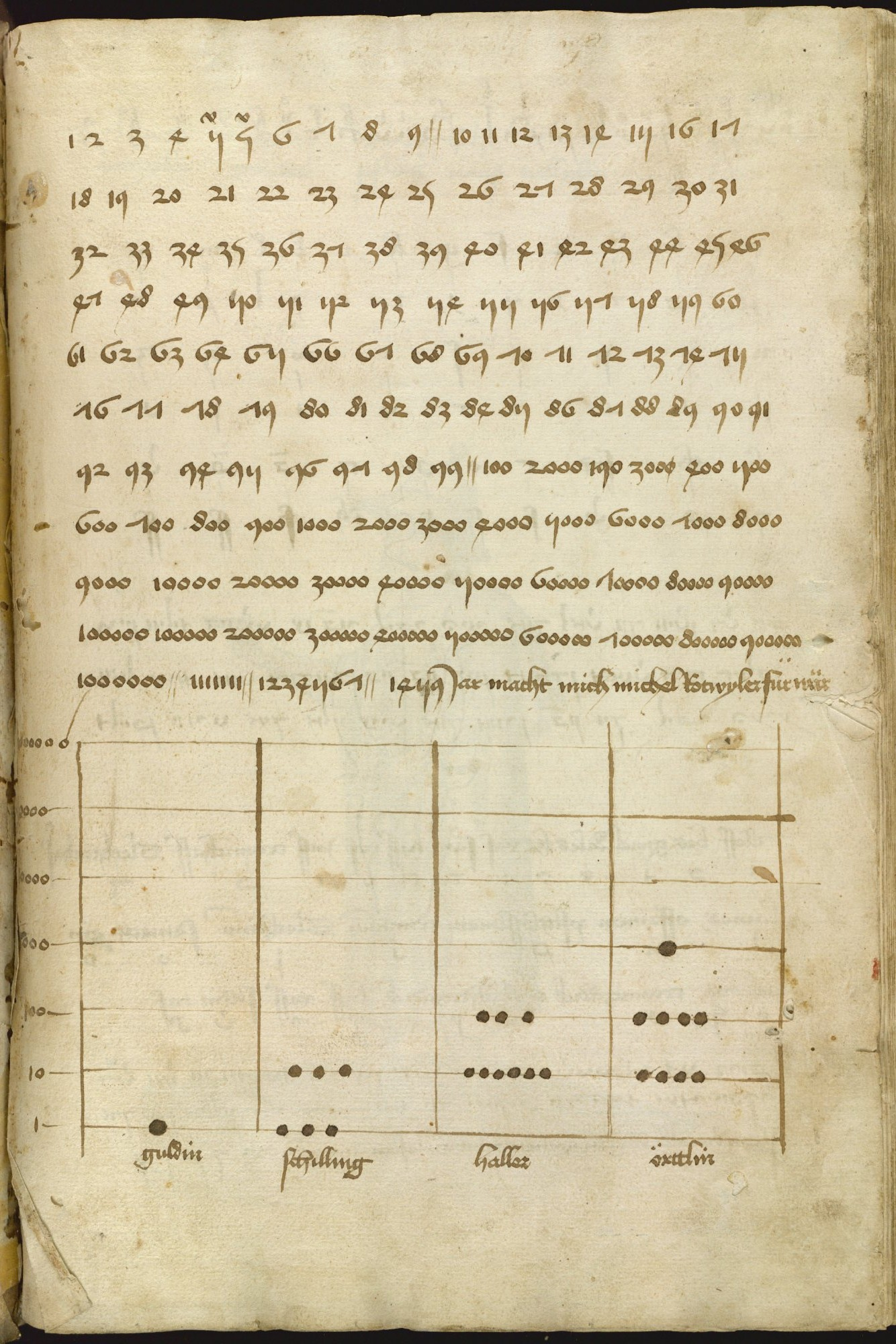
Страница немецкой рукописи, обучающая использованию арабских цифр (Ганс Тальхоффер, 1459)

Перевод трудов Аль-Хорезми оказал большое влияние на математику в Европе. Как пишет профессор Виктор Дж. Кац: «В большинстве ранних работ по алгебре в Европе фактически признавалось, что первые работы по алгебре на этом континенте были переводами работ аль-Хорезми и других исламских авторов. Также существовало некоторое понимание того, что большую часть плоской и сферической тригонометрии можно приписать исламским авторам». Слова «алгоритм», происходящие от латинизированного имени Аль-Хорезми «Алгорисми», и «алгебра», происходящие от названия его книги «Хисаб аль-джабр в'аль-мукабала», написанной в 820 году нашей эры, являются заимствованными из арабского языка . Это и другие арабские астрономические и математические работы, такие как работы аль-Баттани и «Великий Синдхинд» Мухаммада аль-Фазари (основанный на «Сурья-сиддханте» и трудах Брахмагупты). были переведены на латынь в 12 веке.

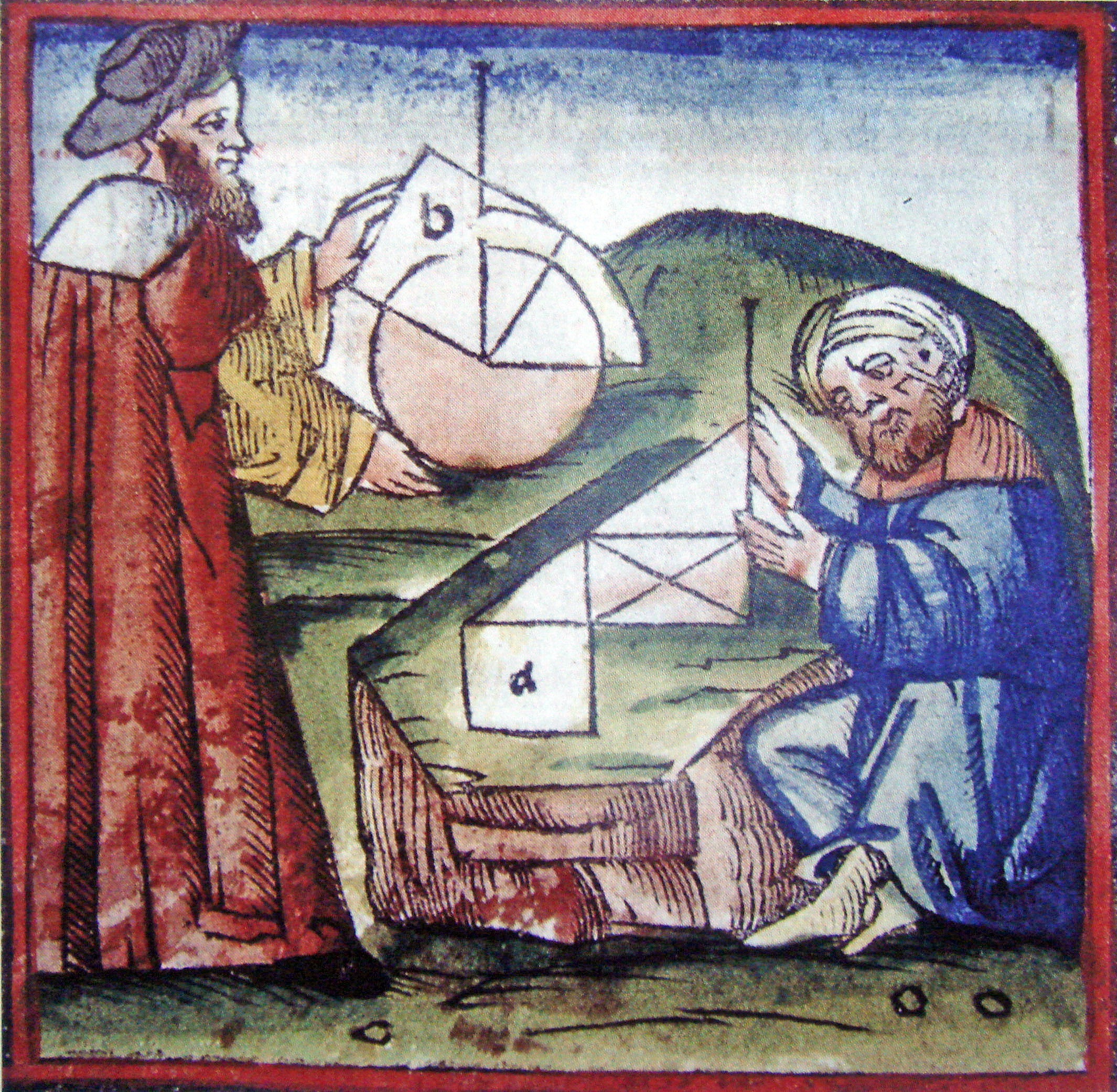
Европеец и араб вместе занимаются геометрией. Рукопись 15 века.

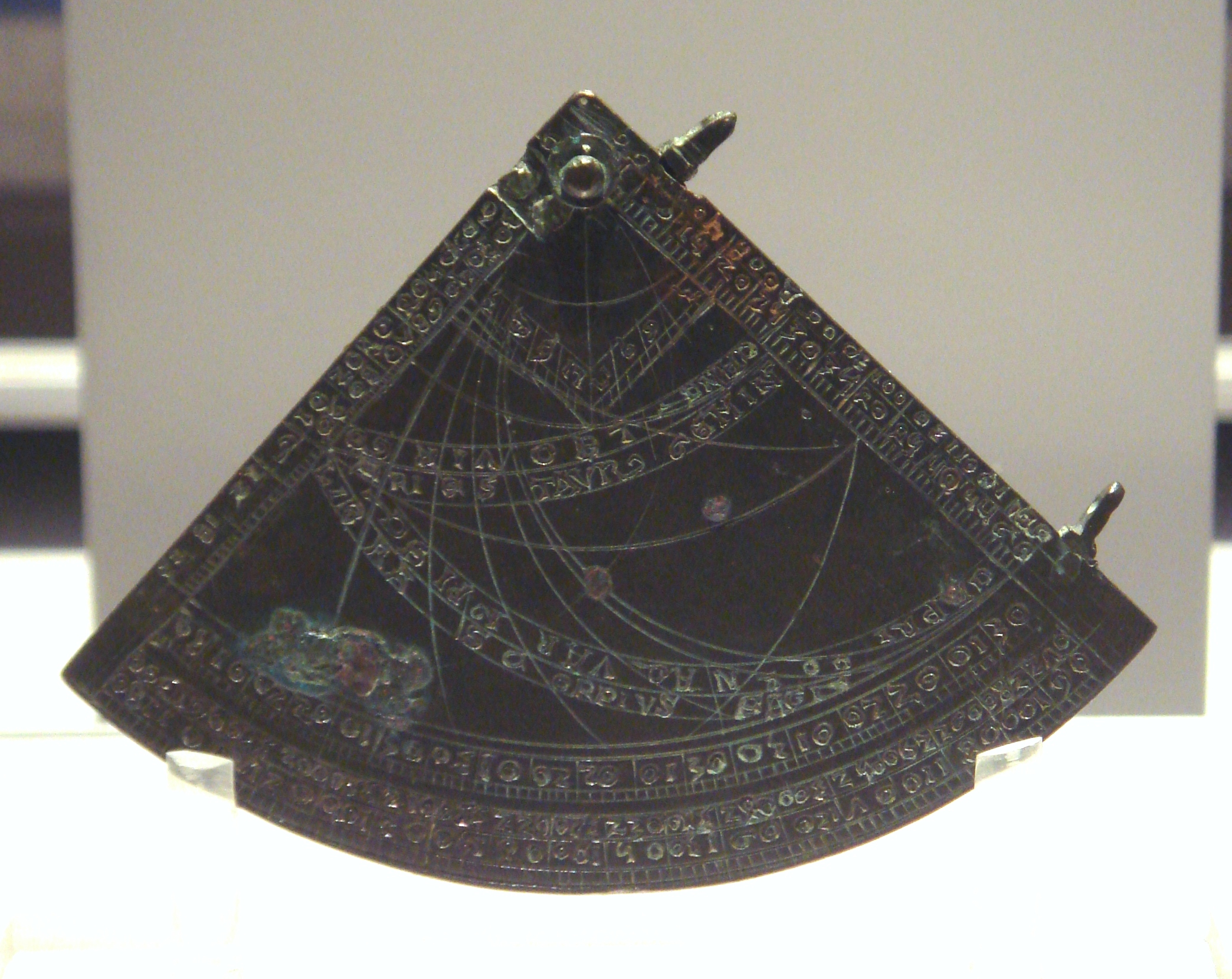
Квадрант Астролябии, Англия, 1388 г.

Труд Аль-Хазини «Зидж ас-Санджари» (1115–1116) был переведен на греческий язык Григорием Хиониадисом в XIII веке и изучался в Византийской империи. Астрономические изменения в модели Птолемея, внесенные аль-Баттани и Аверроэсом, привели к появлению нептолемеевских моделей, созданных Мо'айедуддином Урди (лемма Урди), Насир ад-Дином ат-Туси ( пара Туси ) и Ибн аш-Шатиром, которые позднее были адаптированы в гелиоцентрическую модель Коперника . «Тарих аль-Хинд» и «Китаб аль-канун аль-Масуди» Абу аль-Райхана аль-Бируни были переведены на латынь как Indica и Canon Mas'udicus соответственно.
Фибоначчи представил первый полный европейский отчет об арабских цифрах и индо-арабской системе цифр в своей книге «Liber Abaci» (1202).
Книга Аль-Джаяни о неизвестных дугах сферы (трактат по сферической тригонометрии) оказала «сильное влияние на европейскую математику». В своём труде «О треугольниках» (ок. 1463 г.) Региомант, несомненно, черпал материал по сферической тригонометрии (без указания источника) из арабских источников. Большая часть материала была взята из работы Джабира ибн Афлаха XII века, как отмечал в XVI веке Джероламо Кардано.
Короткий стих, использованный Фульбертом Шартрским (952-970 –1028), чтобы помочь запомнить некоторые из самых ярких звёзд на небе, дает нам самое раннее известное использование арабских заимствований в латинском тексте: « Альдебаран выделяется в Тельце, Менке и Ригель в Близнецах, а Фронс и яркий Калбалазет во Льве. Скорпион, у тебя есть Гальбалаграб ; а ты, Козерог, Денеб . Ты, Батанальгаут, одинок для Рыб».
Ибн аль-Хайсам (Альхазен) написал «Книгу оптики» (1021), в которой он разработал теорию зрения и света, основанную на трудах римского писателя Птолемея (но отвергающую теорию Птолемея о том, что свет излучается глазом, и настаивающую на том, что лучи света входят в глаз), и ставшую самым значительным достижением в этой области до Кеплера. Книга «Оптика» стала важной вехой в истории научного метода и истории оптики. Латинский перевод «Книги оптики» оказал влияние на труды многих более поздних европейских ученых, включая Роджера Бэкона и Иоганна Кеплера . Книга также оказала влияние на другие аспекты европейской культуры. В религии, например, Джон Уиклиф, интеллектуальный основоположник протестантской Реформации, ссылался на Альхазена, обсуждая семь смертных грехов с точки зрения искажений в семи типах зеркал, проанализированных в «De aspectsibus» . В литературе « Книга оптики» Альхазена восхваляется в « Романе о розе » Гийома де Лорриса. В искусстве «Книга оптики» заложила основы техники линейной перспективы и, возможно, повлияла на использование оптических средств в искусстве эпохи Возрождения (см. диссертацию Хокни-Фалько ).  Эти же методы позднее применялись в картах, созданных европейскими картографами, такими как Паоло Тосканелли, в эпоху Великих географических открытий.
Теория движения, разработанная Авиценной на основе физики Аристотеля, возможно, оказала влияние на теорию импульса Жана Буридана (предшественницу концепций инерции и импульса). На работы Галилео Галилея по классической механике (заменившей физику Аристотеля) также оказали влияние более ранние средневековые авторы физики, включая Авемпаса.
Другие известные работы включают работы Нур Эд-Дина Аль Бетруги, в частности, «О движении небес » «Введение в астрологию» Абу Машара аль-Балхи «Алгебру» Абу Камила Шуджи ибн Аслама и «De Proprietatibus Elementorum», арабский труд по геологии, написанный псевдо-Аристотелем.

### Лекарство

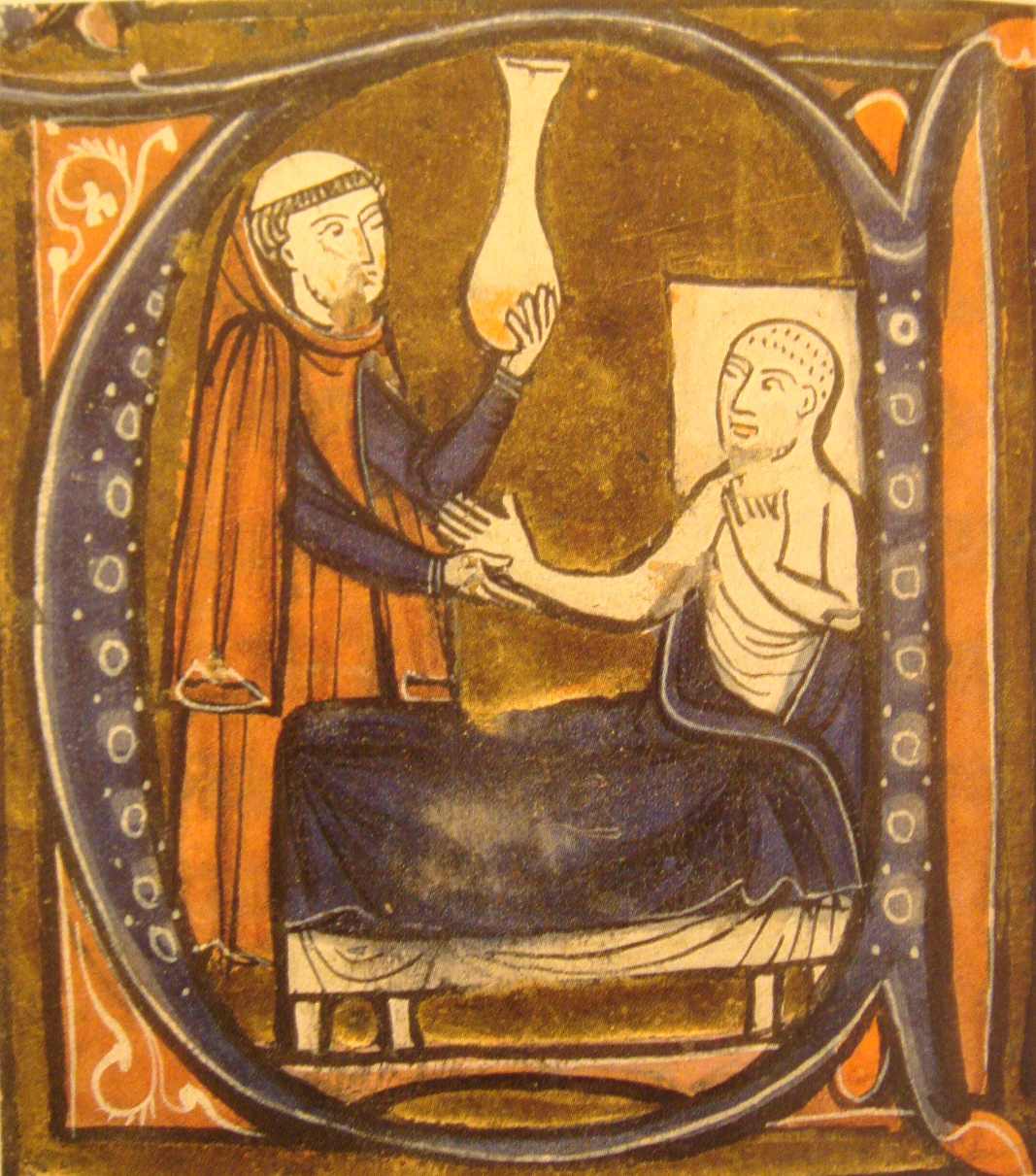
Европейское изображение персидского врача ар-Рази в « Receuil des Traités de Médecine» Жерара Кремонского (1250–1260). Жерар де Кремона перевел многочисленные труды мусульманских ученых, таких как ар-Рази и Ибн Сина.

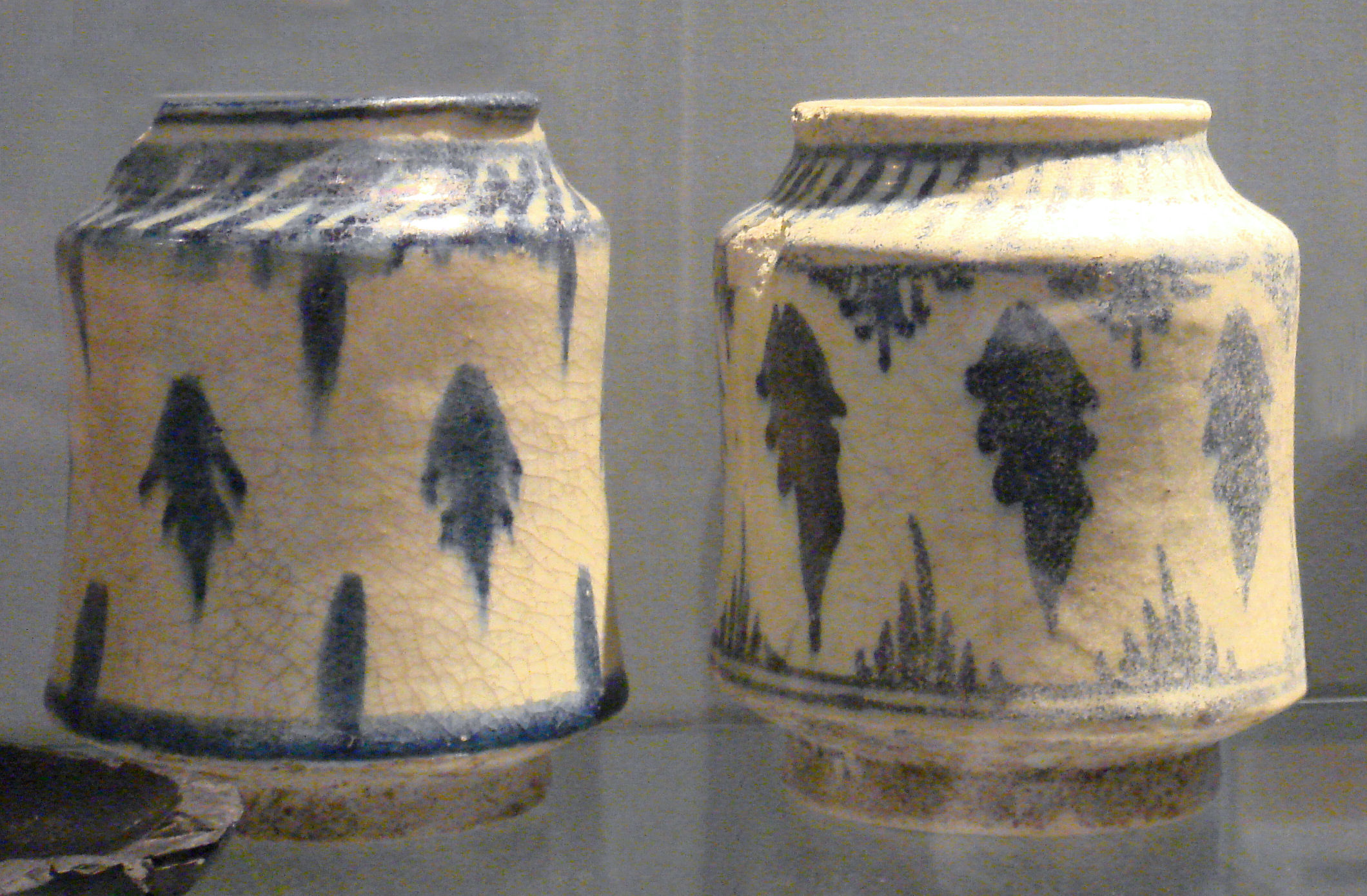
Сирийские медицинские сосуды, датируемые 1300 годом, найденные при раскопках на Фенчерч-стрит в Лондоне. Музей Лондона.

Одним из важнейших медицинских трудов, подлежащих переводу, был «Канон врачебной науки » Авиценны (1025), который был переведен на латынь, а затем распространен в рукописном и печатном виде по всей Европе. Он оставался стандартным медицинским учебником в Европе вплоть до раннего Нового времени, и только в течение XV и XVI веков «Канон врачебной науки» был издан более тридцати пяти раз. Авиценна отметил заразную природу некоторых инфекционных заболеваний (которую он приписывал «следам», оставленным в воздухе больным человеком), и обсудил, как эффективно тестировать новые лекарства. Он также написал «Книгу исцеления» — более общую энциклопедию науки и философии, которая стала еще одним популярным учебником в Европе. Мухаммад ибн Закария Рази написал « Всеобъемлющую книгу медицины», в которой подробно описал и провел различие между корью и оспой . Эта книга также имела большое влияние в Европе. Абу аль-Касим аль-Захрави написал «Китаб аль-Тасриф» — энциклопедию медицины, которая особенно прославилась своим разделом, посвященным хирургии. В книгу вошли описания и схемы более 200 хирургических инструментов, многие из которых он разработал. Раздел «Хирургия» был переведён на латынь Герардом Кремонским в XII веке и использовался в европейских медицинских школах на протяжении столетий, его переиздавали и в 1770-х годах.

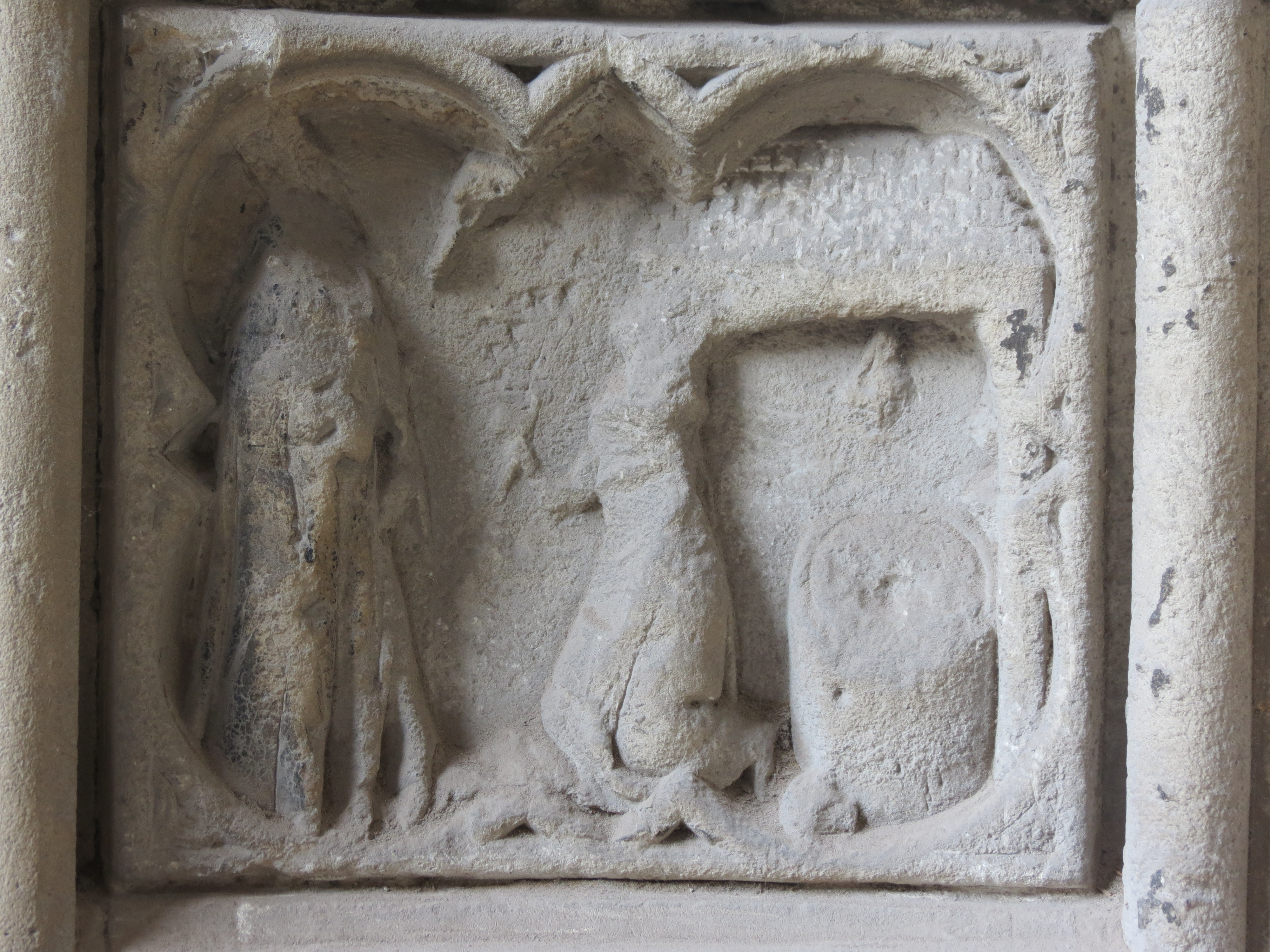
Фасад встречи мусульманского ученого и франкского лорда.

Другие медицинские арабские труды, переведенные на латынь в средневековый период, включают труды Рази и Авиценны (включая «Книгу исцеления» и «Канон врачебной науки»), и медицинскую энциклопедию Али ибн Аббаса аль-Маджуси « Полная книга врачебного искусства». Марк Толедский в начале 13 века перевёл Коран, а также различные медицинские труды.

## Технологии и культура

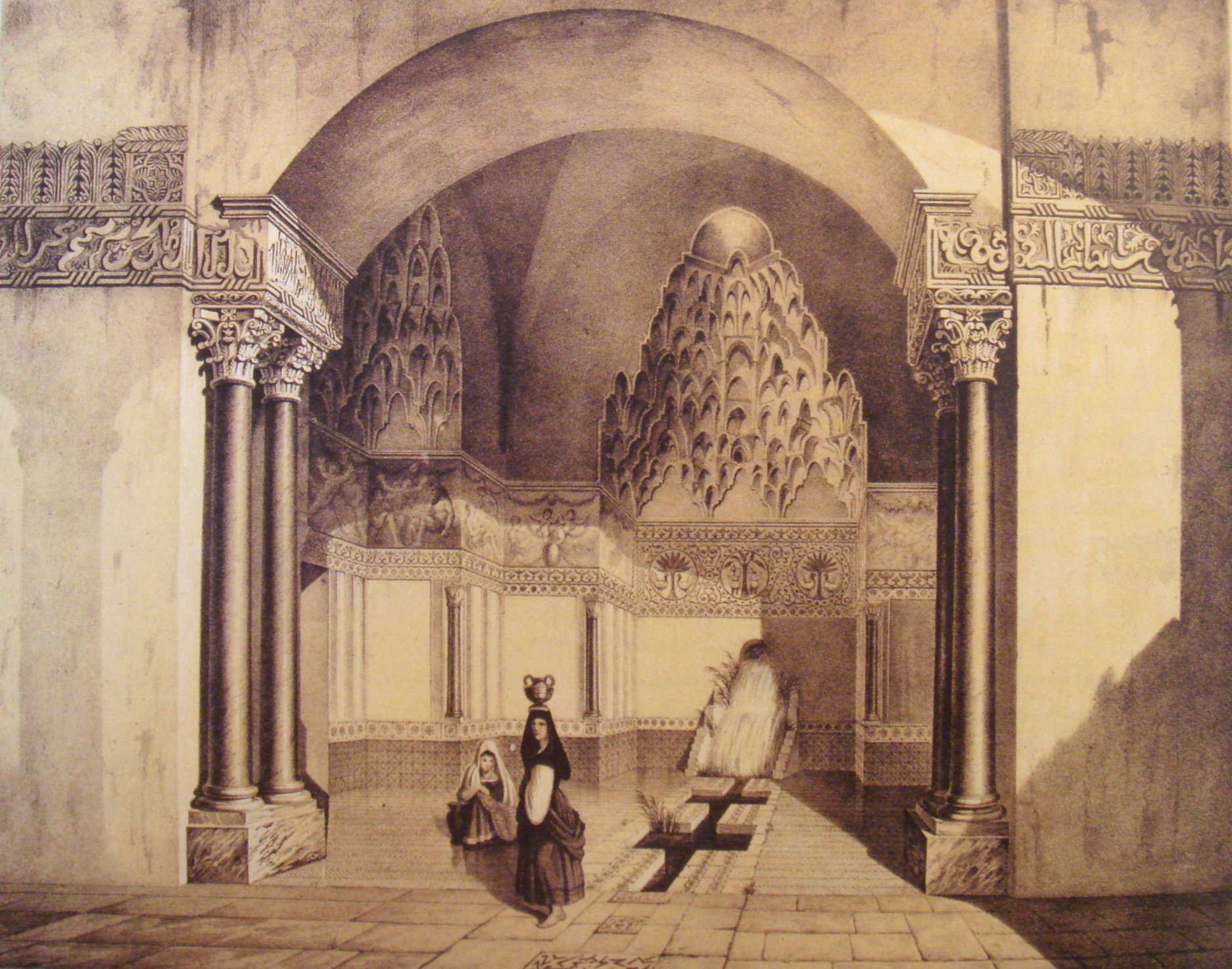
Изображение Зисы в Палермо, датируемое XIX веком, на котором изображено арабо-нормандское искусство и архитектура, сочетающие западные черты (такие как классические колонны и фризы) с исламскими украшениями и каллиграфией.

### Сельское хозяйство и текстиль
В этот период в Европу через Ближний Восток и Северную Африку были завезены различные фрукты и овощи, некоторые из Китая и Индии, включая артишок, шпинат и баклажан.

### Искусство
Исламское декоративно-прикладное искусство высоко ценилось в Европе на протяжении всего Средневековья. Во многом благодаря случайному выживанию большинство сохранившихся экземпляров принадлежали церкви. В ранний период особое значение имели ткани, использовавшиеся для изготовления церковных облачений, плащаниц, занавесей и одежды для элиты. Исламская керамика повседневного качества по-прежнему предпочиталась европейским изделиям. Поскольку украшения в основном представляли собой орнаменты или небольшие сцены охоты и тому подобное, а надписи были непонятны, исламские предметы не оскорбляли христианские чувства. Средневековое искусство Сицилии интересно стилистически из-за смешения нормандских, арабских и византийских влияний в таких областях, как мозаика и инкрустация металлом, скульптура и обработка бронзы.

### Письмо

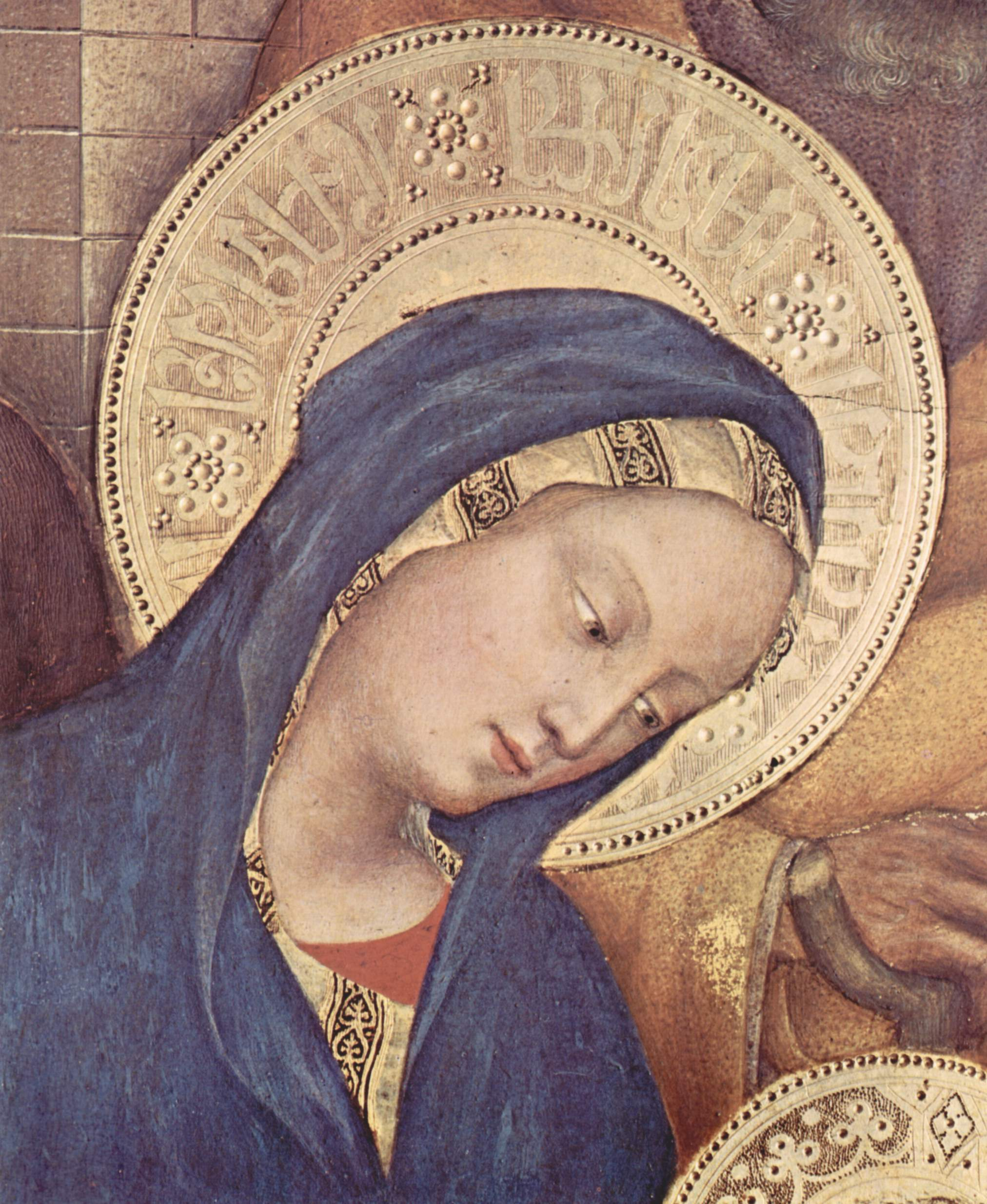
Псевдокуфическое письмо на нимбе Девы Марии, фрагмент картины «Поклонение волхвов» (1423) Джентиле да Фабриано. Письмо далее разделено розетками, как на блюдах мамлюков.

Арабский куфический шрифт часто имитировался для создания декоративного эффекта на Западе в Средние века и в эпоху Возрождения, создавая то, что известно как псевдокуфический шрифт : «Имитации арабского шрифта в европейском искусстве часто описываются как псевдокуфический шрифт, заимствуя этот термин для арабского шрифта, который подчеркивает прямые и угловатые штрихи и чаще всего используется в исламском архитектурном декоре». Многочисленные примеры псевдокуфического письма известны в европейском искусстве примерно с X по XV век; обычно символы не имеют смысла, хотя иногда текст копируется. Псевдокуфический шрифт использовался в качестве письма или декоративных элементов в текстиле, религиозных нимбах или рамках. Многие из них видны на картинах Джотто . Точная причина внедрения псевдокуфического стиля в живопись раннего Возрождения неясна. Похоже, что западные люди ошибочно ассоциировали ближневосточные письмена XIII и XIV веков с письменами, которые были в ходу во времена Иисуса, и поэтому посчитали естественным представлять ранних христиан в ассоциации с ними: «В искусстве эпохи Возрождения псевдокуфическое письмо использовалось для украшения костюмов героев Ветхого Завета, таких как Давид» . Другой причиной могло быть то, что художник хотел выразить культурную универсальность христианской веры, смешивая различные письменные языки, в то время, когда церковь имела сильные международные амбиции.

### Ковры

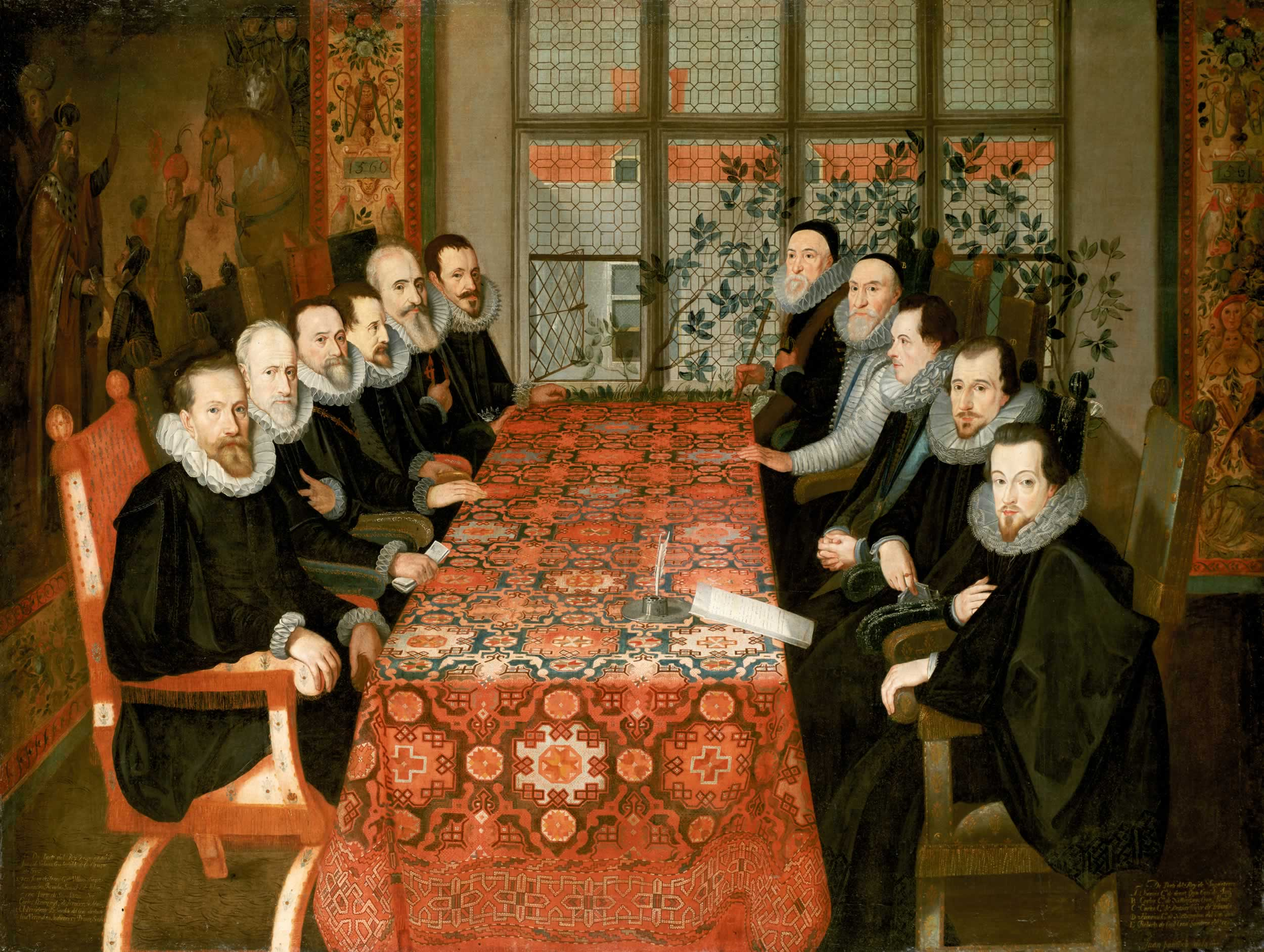
На картине «Конференция в Сомерсет-хаусе» (1604 г.) автор неизвестен. На ней изображены английские и испанские дипломаты, собравшиеся вокруг стола, покрытого восточным ковром.

Ковры ближневосточного происхождения, будь то из Османской империи, Леванта или мамлюкского государства Египта или Северной Африки, были значимым признаком богатства и роскоши в Европе, о чем свидетельствует их частое появление в качестве важных декоративных элементов на картинах, начиная с XIII века и вплоть до эпохи барокко. Такие ковры, вместе с псевдокуфическим письмом, представляют собой интересный пример интеграции восточных элементов в европейскую живопись, особенно в те, которые изображают религиозные сюжеты.

### Музыка
Ряд европейских музыкальных инструментов,  были сделаны под влиянием арабских музыкальных инструментов, включая ребек (предок современной скрипки ) из ребаба и накер из накаре  Арабский уд упоминается как один из нескольких предшественников современной гитары .

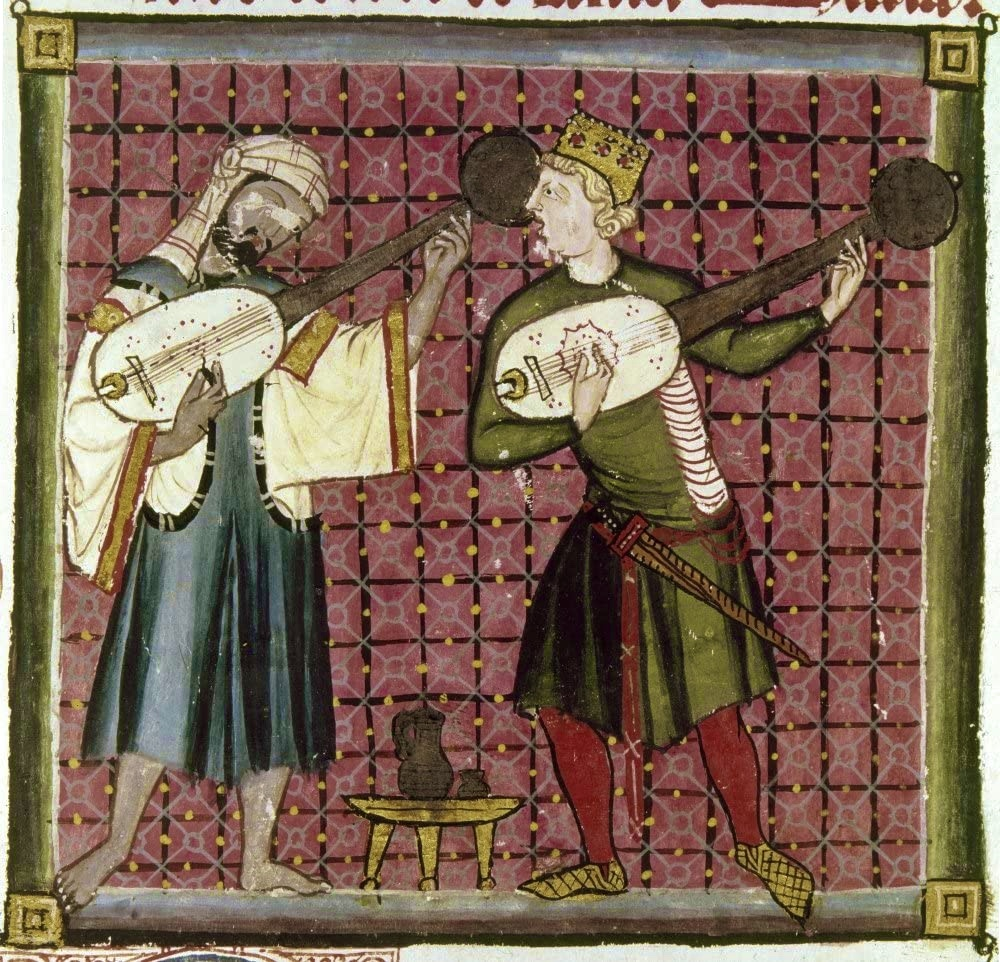
Мусульмане и христиане играют на лютнях, в миниатюре из «Кантигас де Санта Мария» короля Альфонсо X.

Некоторые ученые полагают, что трубадуры могли иметь арабское происхождение, а Магда Богин утверждала, что арабская поэтическая и музыкальная традиция была одним из факторов, повлиявших на европейскую «куртуазную любовную поэзию». Эварист Леви-Провансаль и другие ученые утверждали, что три строки поэмы Вильгельма IX Аквитанского были написаны на арабском языке, что указывает на возможное андалузское происхождение его произведений. Ученые попытались перевести спорные строки и создали несколько различных переводов; медиевист Иштван Франк утверждал, что эти строки вообще не были арабскими, а были результатом переписывания оригинала более поздним переписчиком.
Теорию о том, что традиция трубадуров была создана Вильгельмом после его опыта общения с мавританским искусством во время Реконкисты в Испании, отстаивали Рамон Менендес Пидаль и Идрис Шах, хотя Джордж Т. Бич утверждает, что существует только одно задокументированное сражение, в котором Вильгельм участвовал в Испании, и оно произошло ближе к концу его жизни. Однако Бич добавляет, что в расширенной семье Уильяма и его отца были испанцы, и хотя нет никаких доказательств того, что он сам знал арабский язык, он мог дружить с некоторыми европейскими христианами, которые могли говорить на этом языке. Другие утверждают, что представление о том, что Уильям создал концепцию трубадуров, само по себе неверно, и что его «песни представляют собой не начало традиции, а вершины достижений в этой традиции».

### Технологии

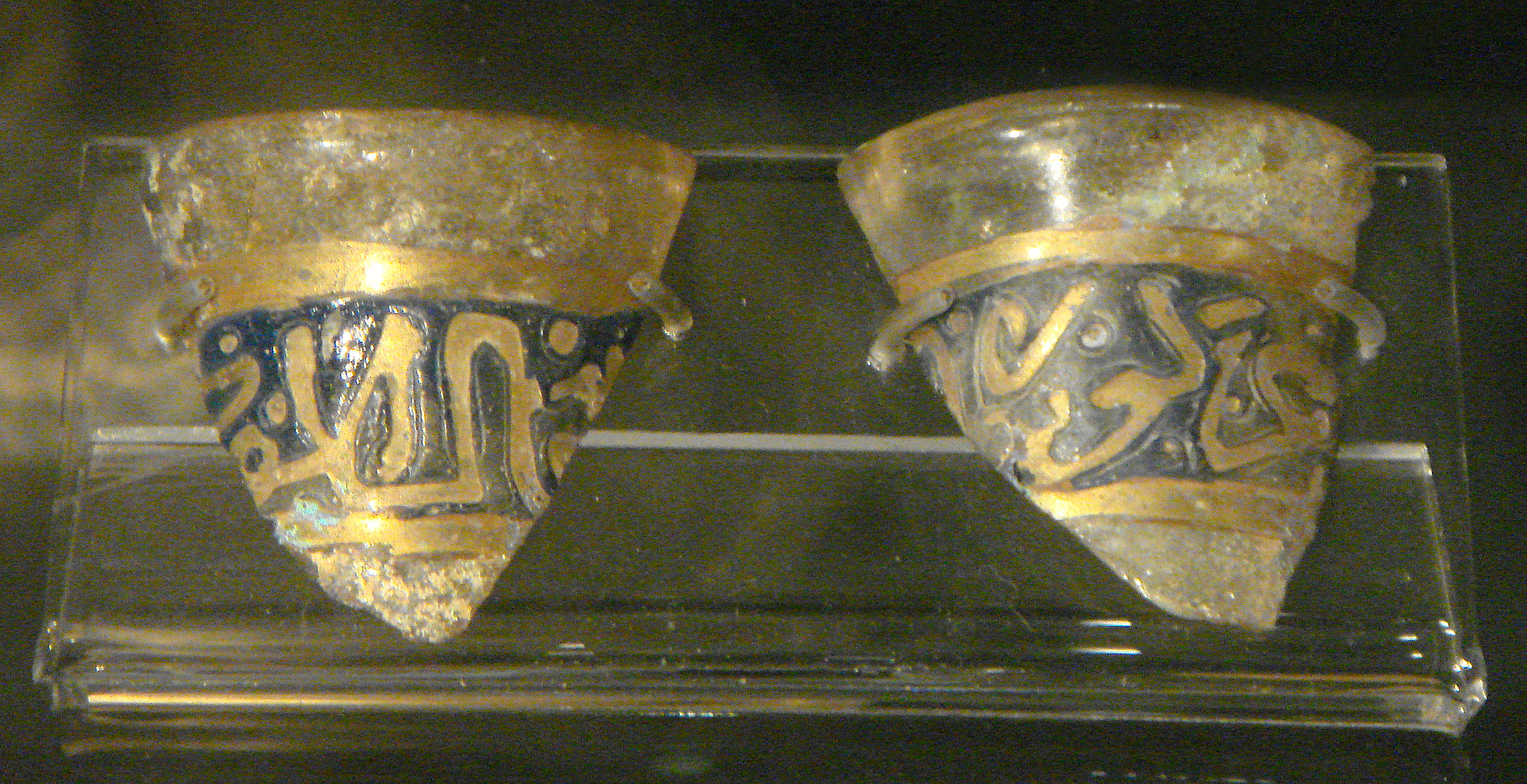
Сирийские или египетские фрагменты исламского стекла с арабскими надписями, найденные при раскопках в Лондоне. Музей Лондона.

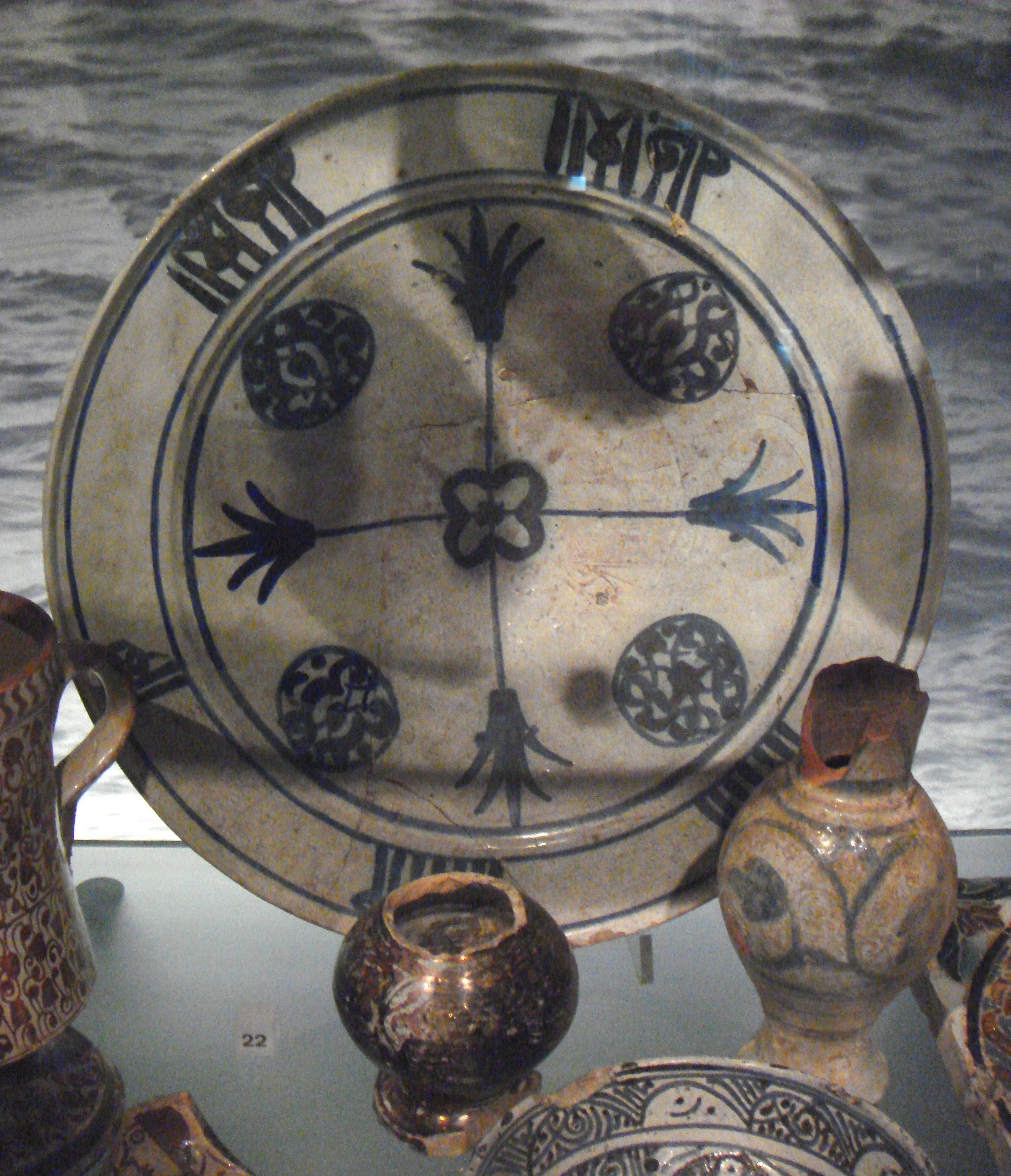
Андалузское блюдо начала XVI века с псевдоарабской надписью по краю, найденное при раскопках в Лондоне. Музей Лондона.

Ряд технологий исламского мира были заимствованы в средневековой европейской технологии . Они включали различные аграрные культуры; различные астрономические инструменты, включая греческую астролябию, которую арабские астрономы развили и усовершенствовали в такие инструменты, как Quadrans Vetus, универсальный хорарный квадрант, который можно было использовать для любой широты, и Saphaea, универсальную астролябию, изобретенную Абу Исхаком Ибрагимом аль-Заркали ; астрономический секстант ; различные хирургические инструменты, включая усовершенствования старых форм и совершенно новые изобретения; и усовершенствованные зубчатые передачи в водяных часах и автоматах.  Дистилляция была известна грекам и римлянам, но была заново открыта в средневековой Европе арабами. Слово «алкоголь» (для описания жидкости, полученной путем перегонки) происходит от арабского слова «аль-кухль» . Слово alembic (через греческое Ambix) происходит от арабского al-anbiq . Считается, что исламские образцы сложных водяных часов и автоматов оказали сильное влияние на европейских мастеров, которые изготовили первые механические часы в 13 веке.
Импорт как древних, так и новых технологий с Ближнего Востока и Востока в Европу эпохи Возрождения представлял собой «один из крупнейших случаев передачи технологий в мировой истории».

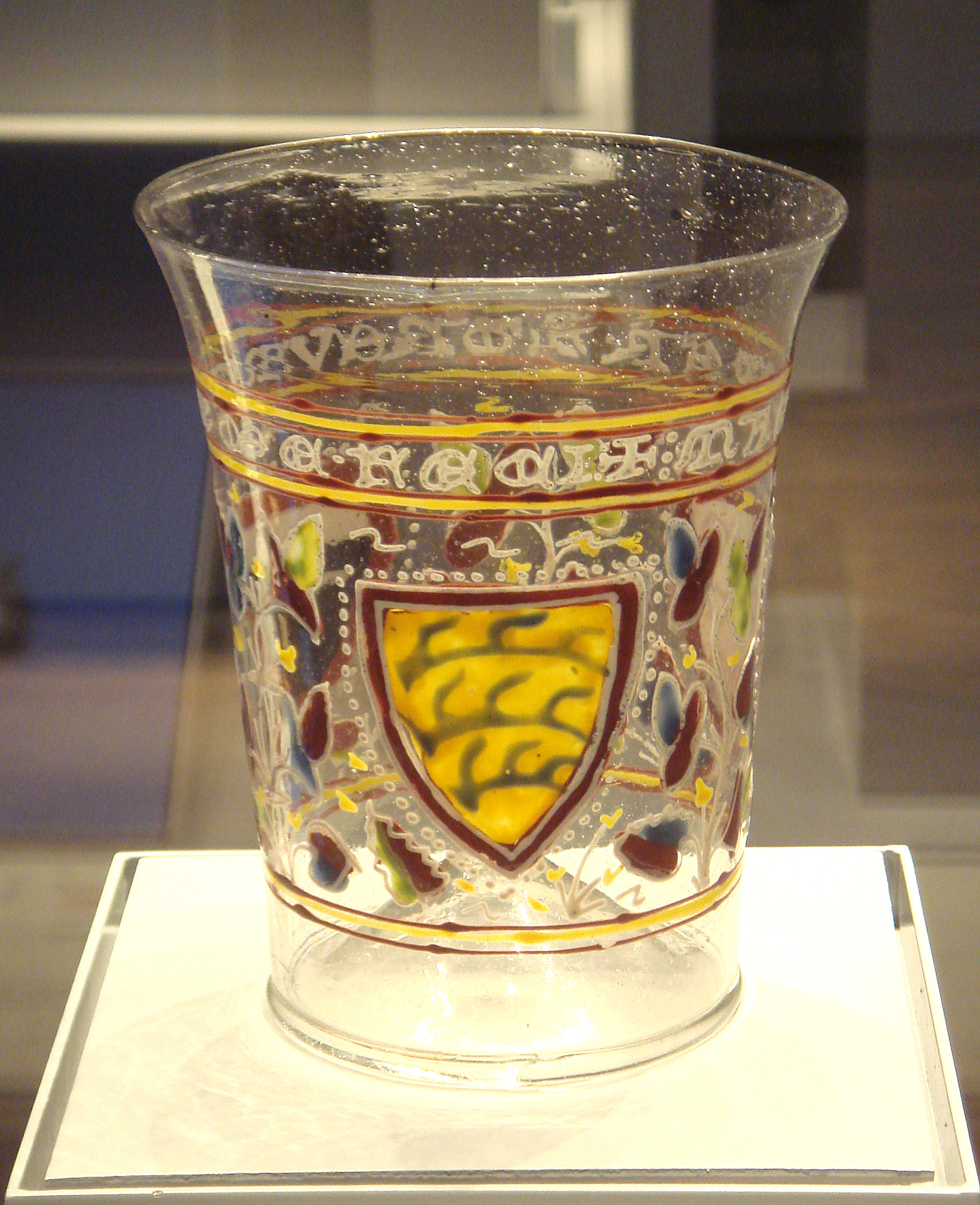
Стакан Альдревандини, эмалированное стекло из Венеции, римская техника, вероятно, заимствованная у исламского стекла. около 1330 г.

В влиятельной статье 1974 года историк Эндрю Уотсон предположил, что между 700 и 1100 годами произошла Арабская сельскохозяйственная революция, в результате которой большое количество культур и технологий из Испании распространилось в средневековую Европу, где сельское хозяйство в основном ограничивалось сортами пшеницы, полученными гораздо раньше из Центральной Азии. Уотсон перечислил восемнадцать культур, включая сорго из Африки, цитрусовые из Китая и многочисленные культуры из Индии, такие как манго, рис, хлопок и сахарный тростник, которые были распространены на исламских землях, где, по словам Уотсона, ранее их не выращивали. Уотсон утверждал, что эти внедрения, наряду с возросшей механизацией сельского хозяйства, привели к серьезным изменениям в экономике, распределении населения, растительном покрове, сельскохозяйственном производстве и доходах, уровнях населения, росте городов, распределении рабочей силы, связанных с ними отраслях, кулинарии, диете и одежде в исламском мире. Также благодаря мусульманскому влиянию процветала шелковая промышленность, выращивался лен, который экспортировался, а также собиралась и превращалась в различные изделия трава эспарто, которая росла в диком виде в более засушливых районах. Однако Майкл Деккер оспорил значительную часть тезиса Уотсона, в том числе вопрос о том, были ли все эти культуры завезены в Европу в этот период. Деккер использовал литературные и археологические свидетельства, чтобы предположить, что четыре из перечисленных культур (т. е. твердая пшеница, азиатский рис, сорго и хлопок) были распространены за столетия до исламского периода, что культуры, которые были новыми, не были столь важны, как предполагал Уотсон, и в целом утверждал, что исламские сельскохозяйственные практики в таких областях, как орошение, были скорее эволюцией по сравнению с практиками древнего мира, чем революцией, предложенной Уотсоном.
Производство сахара из сахарного тростника, водяных часов, целлюлозы и бумаги, шелка и различные достижения в изготовлении духов были перенесены из исламского мира в средневековую Европу.  Валяльни и достижения в технологии валяния также могли быть перенесены из исламского мира в средневековую Европу , наряду с широкомасштабным использованием таких изобретений, как всасывающий насос , нория и цепные насосы для орошения. По словам Уотсона, «исламский вклад заключался не столько в изобретении новых устройств, сколько в применении в гораздо более широком масштабе устройств, которые в доисламские времена использовались только на ограниченных территориях и в ограниченном объеме». Эти нововведения позволили некоторым промышленным операциям, которые ранее выполнялись вручную или с использованием тягловых животных, выполняться машинами в средневековой Европе.
Прялка была изобретена в исламском мире к 1030 году. Позднее, к 1090 году, он распространился в Китае, а затем к 13 веку распространился из исламского мира в Европу и Индию. Прялка имела основополагающее значение в хлопчатобумажной текстильной промышленности до промышленной революции . Это была предшественница прядильной машины «Дженни», которая широко использовалась во времена промышленной революции . Прялка «Дженни» по сути была адаптацией прялки.

### Чеканка монет

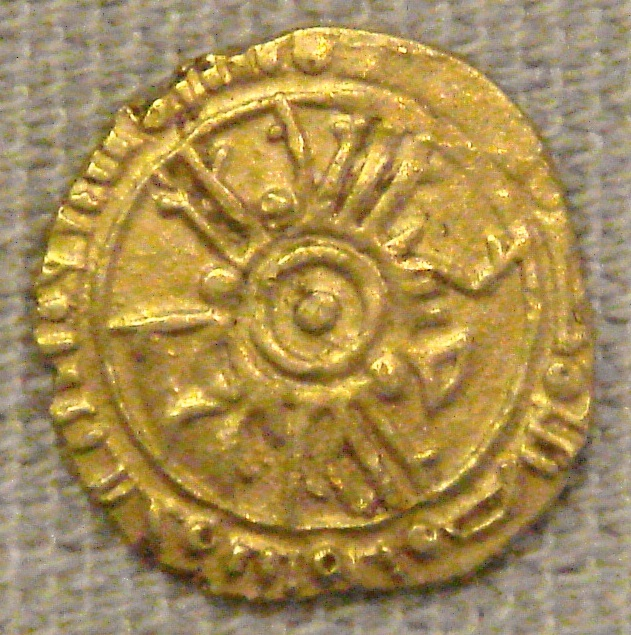
Золотая монета Тари Рожера II Сицилийского с арабскими надписями, отчеканенная в Палермо. Британский музей.

Хотя самые ранние монеты чеканились и широко распространялись в Европе и Древнем Риме, исламская чеканка оказала некоторое влияние на средневековую европейскую чеканку. В VIII веке английский король Оффа Мерсийский отчеканил почти точную копию динаров Аббасидов, отчеканенных в 774 году халифом Аль-Мансуром, с надписью «Offa Rex» в центре реверса. Очевидно, что чеканщик плохо понимал арабский язык, поскольку арабский текст содержит ряд ошибок.

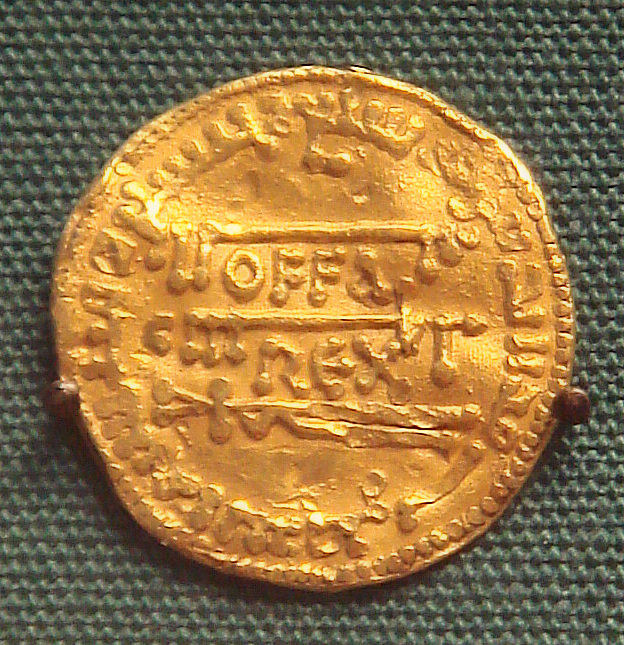
Золотой динар английского короля Оффы Мерсийского, копия динаров Аббасидского халифата (774 г.). Он сочетает в себе латинскую легенду OFFA REX с арабскими легендами. Британский музей.

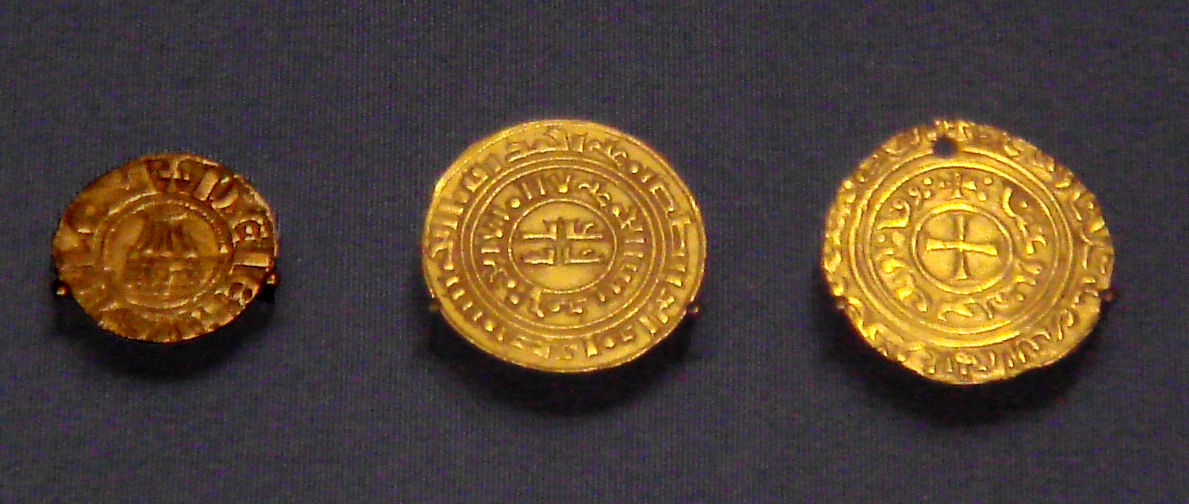
Монеты крестоносцев Иерусалимского королевства. Слева: Денье в европейском стиле с изображением Гроба Господня. В центре: одна из первых золотых монет Иерусалимского королевства, копирующая исламские динары. Справа: Золотая монета после 1250 года с христианскими символами после папских жалоб. Британский музей.

На Сицилии, Мальте и в Южной Италии примерно с 913 года золотые монеты исламского происхождения чеканились в большом количестве норманнами, Гогенштауфенами и ранними анжуйскими правителями. Когда норманны вторглись на Сицилию в XII веке, они выпустили монеты тари с надписями на арабском и латыни. Тари были настолько распространены, что на юге Италии ( Амальфи и Салерно ) производились подражания, в которых использовались только неразборчивые «псевдокуфические» имитации арабского языка.

По словам Джанет Абу-Лугод :
До XIII века в Европе, на Ближнем Востоке и даже в Индии наиболее предпочтительным платежным средством для международных расчетов были золотые монеты, чеканившиеся Византией, а затем Египтом. Лишь после XIII века некоторые итальянские города ( Флоренция и Генуя ) начали чеканить собственные золотые монеты, но они использовались скорее в качестве дополнения, чем замены уже находившихся в обращении ближневосточных монет.

## Внешние ссылки
- Islamic Contributions to the West by Rachida El Diwani, Professor of Comparative Literature.
- "How Greek Science Passed to the Arabs" by De Lacy O'Leary
- Islamic Contributions to Civilization by Stanwood Cobb (1963)

## Примечание
1. 1 2 3  Lebedel, p.109
2. ↑  Influence of Arabic and Islamic Philosophy on the Latin West. Stanford Encyclopedia of Philosophy. 2014. Архивировано 20 октября 2017. Дата обращения: 3 июня 2020.
3. ↑  Needham, Joseph. Cambridge University Press. — University of California Press. — P. 173. — «Thus the possibility presents itself that... it may have formed part of one of those transmissions from Asia which we find in so many fields of applied science».
4. ↑  McEachren, Justin W. General Science Quarterly, Volumes 5-6. — University of California Press. — P. 337. — «From the Chinese, the Arabs in all probability learned to use the magnetic needle, and in this round-about fashion it was brought to Europe».
5. ↑  Lebedel, p.113
6. ↑  Lewis, p.148
7. ↑  Lebedel, p.109–111
8. ↑  Ghazanfar, Shaikh M. Medieval Islamic economic thought: filling the "great gap" in European economics. — Psychology Press, 2007. — P. 126. — ISBN 978-0-415-44451-4.
9. ↑   Herbermann, Charles, ed. (1913). Michael Scotus . Catholic Encyclopedia (англ.). New York: Robert Appleton Company.
10. 1 2  Majid Fakhry (2001). Averroes: His Life, Works and Influence p. 135 Oneworld Publications. ISBN 1-85168-269-4.
11. ↑  "Avicenna", Lenn Evan Goodman, 2006, p. 209
12. ↑  Leaman, Oliver. History of Islamic Philosophy. — Routledge, 2013. — P. 1017–1019. — ISBN 978-1-136-78044-8.
13. ↑  Corbin, History of Islamic Philosophy (1993), p.174
14. ↑  The Philosopher {{citation}}: |title= пропущен или пуст (справка)
15. ↑  "Inventions et decouvertes au Moyen-Age", Samuel Sadaune, p.112
16. ↑  Journal of the American Oriental Society {{citation}}: |title= пропущен или пуст (справка)
17. ↑  Fielding H. Garrison, An Introduction to the History of Medicine: with Medical Chronology, Suggestions for Study and Bibliographic Data, p. 86
18. ↑  Lebedel, p.111
19. ↑  Lebedel, p.112
20. ↑  C. Burnett, "Arabic-Latin Translation Program in Toledo", p. 255.
21. ↑  C. H. Haskins, Studies in the History of Mediaeval Science, pp.3-4
22. ↑  R. W. Southern, The Making of the Middle Ages, p.65
23. 1 2 3  V. J. Katz, A History of Mathematics: An Introduction, p. 291.
24. ↑  For a list of Gerard of Cremona's translations see: Edward Grant (1974) A Source Book in Medieval Science, (Cambridge: Harvard Univ. Pr.), pp. 35–38 or Charles Burnett, "The Coherence of the Arabic-Latin Translation Program in Toledo in the Twelfth Century," Science in Context, 14 (2001): at 249–288, at pp. 275–281.
25. 1 2 3 4 5  Bieber, Jerome B. Medieval Translation Table 2: Arabic Sources. Santa Fe Community College. Архивировано из оригинала 18 марта 2001 года.
26. ↑  D. Campbell, Arabian Medicine and Its Influence on the Middle Ages, p. 6.
27. ↑  Debus, Allen G. The Chemical Philosophy: Paracelsian Science and Medicine in the Sixteenth and Seventeenth Centuries. — Dover Publ., 2002. — P. 11. — ISBN 0486421759.
28. ↑  A translation of the Masāʾil Khālid li-Maryānus al-rāhib ("Khalid's Questions to the Monk Maryanos"), an Arabic text falsely attributed to Khalid; see Moureau, 2020.
29. ↑  A translation of the Kitāb al-Sabʿīn ("Book of Seventy"), as all Jabir texts likely written by an anonymous 9th-century author; see Moureau, 2020.
30. ↑  An interpolated paraphrase of the Kitāb al-Asrār ("Book of Secrets"), the only Latin work known so far to be partially translated from an authentic work by al-Razi; see Moureau, 2020.
31. ↑  A translation of Ibn Umayl's authentic work Kitāb al-Māʾ al-waraqī wa-l-arḍ al-najmiyya ("Book of the Silvery Water and the Starry Earth"); see Moureau, 2020.
32. ↑  Moureau, 2020.
33. 1 2  Principe, 2013.
34. ↑  the definition of alkali. Dictionary.com. Дата обращения: 8 апреля 2018. Архивировано 6 марта 2016 года.
35. 1 2  Источник, ISBN 978-0-691-11485-9, Архивировано из оригинала 1 октября 2016, Дата обращения: 16 сентября 2024, p.4
36. ↑  G. G. Joseph, The Crest of the Peacock, p. 306
37. ↑  Gill, M. Was Muslim Astronomy the Harbinger of Copernicanism? (2005). Дата обращения: 22 января 2008. Архивировано из оригинала 2 января 2008 года.
38. ↑  David Pingree (1964), "Gregory Chioniades and Palaeologan Astronomy", Dumbarton Oaks Papers 18, p. 135–160.
39. ↑  Джон Дж. О’Коннор и Эдмунд Ф. Робертсон. Abu Abd Allah Muhammad ibn Muadh Al-Jayyani (англ.) — биография в архиве MacTutor.
40. ↑  Burnett, Charles (1997), The Introduction of Arabic Learning into England, British Library, ISBN 978-0-7123-4545-3
41. ↑  Fulbert of Chartres. The letters and poems of Fulbert of Chartres / Frederick Behrends. — Reproduction. — Oxford : Clarendon Press, 1976. — P. 261. — ISBN 978-0-19-822233-0.
42. ↑  , ISBN 0-262-19482-1 {{citation}}: |title= пропущен или пуст (справка)
43. ↑  H. Salih, M. Al-Amri, M. El Gomati (2005). "The Miracle of Light Архивная копия от 16 сентября 2009 на Wayback Machine", A World of Science 3 (3), UNESCO
44. ↑  Isis {{citation}}: |title= пропущен или пуст (справка)
45. 1 2  Richard Powers (University of Illinois), Best Idea; Eyes Wide Open Архивировано {{{2}}}., New York Times, April 18, 1999.
46. ↑  John Buridan > Notes (Stanford Encyclopedia of Philosophy). plato.stanford.edu. Дата обращения: 8 апреля 2018. Архивировано 11 сентября 2018 года.
47. ↑  Moody, Ernest A. (1951), "Galileo and Avempace: The Dynamics of the Leaning Tower Experiment (I)", Journal of the History of Ideas 12 (2): 163–193
48. ↑  Charles Burnett, ed. Adelard of Bath, Conversations with His Nephew, (Cambridge: Cambridge University Press, 1999), p. xi.
49. ↑  "Inventions et decouvertes au Moyen-Age", Samuel Sadaune, p.44
50. ↑  National Library of Medicine digital archives
51. ↑  David W. Tschanz, MSPH, PhD (August 2003). "Arab Roots of European Medicine", Heart Views 4 (2).
52. ↑  D. Campbell, Arabian Medicine and Its Influence on the Middle Ages, p. 3.
53. 1 2  Albucasis Архивировано {{{2}}}. Science museum on Albucasis
54. ↑  M.-T. d'Alverny, "Translations and Translators," pp. 444–446, 451
55. ↑  M.-T. d'Alverny, "Translations and Translators," pp. 429, 455
56. ↑  "Les Normans en Sicile"
57. ↑  Roux, p. 47
58. ↑  Mack, 3-8, and throughout
59. ↑  Aubé, Pierre. Les empires normands d'Orient. — Editions Perrin, 2006. — P. 164–165. — ISBN 2262022976.
60. ↑  Mack, p.65–66
61. 1 2  Mack, p.51
62. ↑  Mack, p.52, p.69
63. ↑  Frieder, Braden K. Chivalry & the Perfect Prince: Tournaments, Art, and Armor at the Spanish Habsburg Court. — Truman State University Press, 2008. — P. 84. — ISBN 978-1-931112-69-7.
64. ↑  "Perhaps they marked the imagery of a universal faith, an artistic intention consistent with the Church's contemporary international program." Mack, p.69
65. ↑  Lessing, Julius. Altorientalische Teppichmuster: Nach Bildern und Originalen des XV. - XVI. Jahrhunderts, translated into English as Ancient Oriental Carpet Patterns after Pictures and Originals of the Fifteenth and Sixteenth Centuries. — London : H. Sotheran, 1879.
66. ↑  (Farmer 1988)
67. ↑  Summerfield, Maurice J. Its Evolution // The Classical Guitar: Its Evolution, Players and Personalities Since 1800. — 5th. — Ashley Mark, 2003. — ISBN 1872639461.
68. ↑  Bogin, Magda. The Women Troubadours / Magda Bogin, Meg Bogin. — WW Norton, 1995. — ISBN 978-0393009651.
69. 1 2  Beech, George T. (1992). Troubadour Contacts with Muslim Spain and Knowledge of Arabic : New Evidence Concerning William IX of Aquitaine. Romania. 113 (449): 14–26. doi:10.3406/roma.1992.2180.
70. ↑  Peter Dronke, The Medieval Lyric, Perennial Library, 1968. p. 111.
71. 1 2  Andrew M. Watson (1974), "The Arab Agricultural Revolution and Its Diffusion, 700–1100", The Journal of Economic History 34 (1), pp. 8–35.
72. ↑  David A. King (2002). "A Vetustissimus Arabic Text on the Quadrans Vetus", Journal for the History of Astronomy 33, p. 237–255 [237–238].
73. ↑  The Saphea Arzachelis Архивировано {{{2}}}., astrolabes.org
74. ↑  Liquid fire. The Economist (18 декабря 2003). — «legacy of Islamic civilisation is ... the rather unholy art of distilling alcohol ... Aristotle described a way of vaporising salt water into fresh, the Romans distilled turpentine from pine oil ...» Дата обращения: 27 ноября 2016. Архивировано 22 октября 2012 года.
75. ↑  Thomas Nordegren. The A-Z Encyclopedia of Alcohol and Drug Abuse. — P. 38.
76. ↑  Chambers's encyclopaedia: a dictionary of universal knowledge, Volume 1. — J.B. Lippincott & Co, 1888. — P. 142.
77. ↑  "Studies in Medieval Islamic Technology: From Philo to Al-Jazari - From Alexandria to Diya Bakr", Donald Routledge Hill and David A. King, p.23, 1998, ISBN 978-0-86078-606-1
78. ↑  History of Europe. britannica.com. Дата обращения: 8 апреля 2018. Архивировано 3 мая 2015 года.
79. ↑  Examining the enamel on the Aldrevandini beaker. British Museum. Дата обращения: 16 сентября 2024. Архивировано 22 октября 2012 года.
80. ↑  Michael Decker: "Plants and Progress: Rethinking the Islamic Agricultural Revolution", Journal of World History, Vol. 20, No. 2 (2009), pp. 187-206
81. ↑  "The Sugar Cane Industry: An Historical Geography from Its Origins to 1914 (1989)", pp.34-34, JH Galloway, ISBN 0-521-02219-3
82. ↑  Adam Lucas (2006), Wind, Water, Work: Ancient and Medieval Milling Technology, p. 10 & 65, BRILL, ISBN 90-04-14649-0.
83. ↑  Quoted in "The Sugar Cane Industry: An Historical Geography from Its Origins to 1914", JH Galloway, p. 27
84. ↑  Adam Robert Lucas (2005), "Industrial Milling in the Ancient and Medieval Worlds: A Survey of the Evidence for an Industrial Revolution in Medieval Europe", Technology and Culture 46 (1), pp. 1–30.
85. ↑  Pacey, Arnold. Technology in World Civilization: A Thousand-Year History. — First MIT Press paperback. — Cambridge MA : The MIT Press, 1991. — P. 23–24.
86. ↑  Žmolek, Michael Andrew. Rethinking the Industrial Revolution: Five Centuries of Transition from Agrarian to Industrial Capitalism in England. — BRILL, 2013. — P. 328. — «The spinning jenny was basically an adaptation of its precursor the spinning wheel». — ISBN 9789004251793.
87. ↑  British Museum
88. ↑  Gold imitation dinar of Offa. British Museum. Дата обращения: 16 сентября 2024. Архивировано 18 октября 2015 года.
89. ↑  Blanchard, Ian Mining, Metallurgy and Minting in the Middle Ages Franz Steiner Verlag, 2001 ISBN 978-3-515-07958-7, p.196
90. ↑  British Museum, Islamic Art room
91. ↑  Cardini, Franco Europe and Islam Blackwell Publishing, 2001 ISBN 978-0-631-22637-6, p.26
92. ↑  Grierson, Philip Medieval European Coinage Cambridge University Press, 1998. ISBN 978-0-521-58231-5, p.3
93. ↑  Janet Abu-Lughod Before European Hegemony, The World System A.D. 1250–1350, Oxford University Press, ISBN 0-19-506774-6 p.15
94. ↑  I. Heullant-Donat and M.-A. Polo de Beaulieu, "Histoire d'une traduction," in Le Livre de l'échelle de Mahomet, Latin edition and French translation by Gisèle Besson and Michèle Brossard-Dandré, Collection Lettres Gothiques, Le Livre de Poche, 1991, p. 22 with note 37.
95. ↑  Paul A. (Paul Arthur) Cantor - The Uncanonical Dante: The Divine Comedy and Islamic Philosophy - Philosophy and Literature 20:1. www.muslimphilosophy.com. Дата обращения: 8 апреля 2018. Архивировано 19 февраля 2017 года.
96. ↑  Alighieri, Dante. The Divine Comedy. Дата обращения: 8 апреля 2018. Архивировано 28 ноября 2016 года.